# Linia M2 metra w Warszawie
Linia M2 metra w Warszawie – druga linia metra w Warszawie. Jej wykorzystywany odcinek liczy 18 stacji i 19 kilometrów. Łączy dzielnicę Bemowo na lewym brzegu z Targówkiem na prawym brzegu Wisły. Ukończenie linii (21 stacji) planowane jest w 2026.
W 2006 został ustalony przebieg linii, a rok później ogłoszono przetarg na realizację odcinka centralnego, biegnącego z Woli na Pragę. W 2008 został on unieważniony ze względu na zbyt wysokie oferty i rozpoczęto drugi konkurs. W 2009 rozstrzygnięto przetarg i podpisano umowę na realizację z konsorcjum AGP Metro Polska. 30 września 2014 zakończyła się budowa odcinka centralnego, a po niej przystąpiono do odbiorów inwestycji. Otwarcie linii miało miejsce 8 marca 2015.
W 2014 ogłoszono przetarg na pierwszą rozbudowę „3+3”, polegającą na realizacji 3 stacji na zachód i 3 stacji na wschód od istniejącego wówczas odcinka centralnego. Został on rozstrzygnięty pod koniec 2015 i na początku 2016 podpisano umowę na rozbudowę w kierunku wschodnim, a we wrześniu w kierunku zachodnim. Otwarcie odcinka wschodniego (do stacji Trocka) nastąpiło 15 września 2019, a zachodniego 4 kwietnia 2020 roku. 30 czerwca 2022 roku otwarto dwie kolejne stacje na odcinku od stacji Księcia Janusza do stacji Bemowo. 28 września 2022 otwarto trzy stacje: Zacisze, Kondratowicza i Bródno.
W 2016 wybrano projektantów stacji drugiej rozbudowy, nazywanej wówczas „3+2”, która obejmowała 3 stacje na wschodzie i 2 na zachodzie. Następnie zakres rozbudowy został rozszerzony do odcinków „3+5”. Ma ona zostać zrealizowana do 2026.

## Historia

### Plany
24 listopada 2005 Rada m.st. Warszawy uchwaliła „Strategię Rozwoju Miasta Stołecznego Warszawy do 2020 roku”, w której podjęto decyzję o etapowej budowie II linii metra. Największe potoki podróżnych przewidywano na odcinku od ronda Daszyńskiego do stacji kolejowej Warszawa Wileńska, dlatego zdecydowano o budowie w pierwszej kolejności tego odcinka, a następnie dobudowie odcinków obsługujących osiedla mieszkaniowe: Targówek i Bródno na wschodnim końcu linii oraz Bemowo na zachodnim. Budowa III linii, mającej połączyć Dworzec Zachodni z Gocławiem, również została podzielona na etapy. Pierwszym odcinkiem tej linii miało być odgałęzienie linii II biegnące z okolic Portu Praskiego na Gocław.
14 września 2006 odcinek planowanej linii M3 łączący Port Praski z Gocławiem włączono w plany linii M2 i nazwano odcinkiem południowym tej linii, tym samym ustalając długość II linii na 27 km. Tego dnia poinformowano także, że w 2007, prócz odcinka centralnego, rozpocznie się również budowa odcinków północnego i nowego południowego. Przetargi na te odcinki planowano ogłosić w połowie 2007. Z kolei budowa odcinka zachodniego, będącego ówcześnie na etapie prac studialnych, mogłaby rozpocząć się kilkanaście miesięcy po rozpoczęciu prac przy odcinkach praskich.
W uchwalonym 10 października 2006 przez Radę Warszawy „Studium uwarunkowań kierunków zagospodarowania przestrzennego m.st. Warszawy” linie II i III nadal występowały osobno. Łącznie planowano na nich 26 stacji: 20 przystanków na linii II oraz 6 na linii III, nie licząc stacji przesiadkowej na linię II, nazywanej wówczas Stadion.
Ostatecznie linia M2 miała liczyć 31 km i składać się z 27 stacji:
- 8 stacji na odcinku zachodnim (D),
- 7 stacji na odcinku centralnym (C),
- 6 stacji na odcinku wschodnim-północnym (A),
- 6 stacji na odcinku wschodnim-południowym (B)[10].

Ponadto na potrzeby linii miały powstać dwie stacje techniczno-postojowe: Mory i Kozia Górka.

### Odcinek centralny

#### Przygotowania

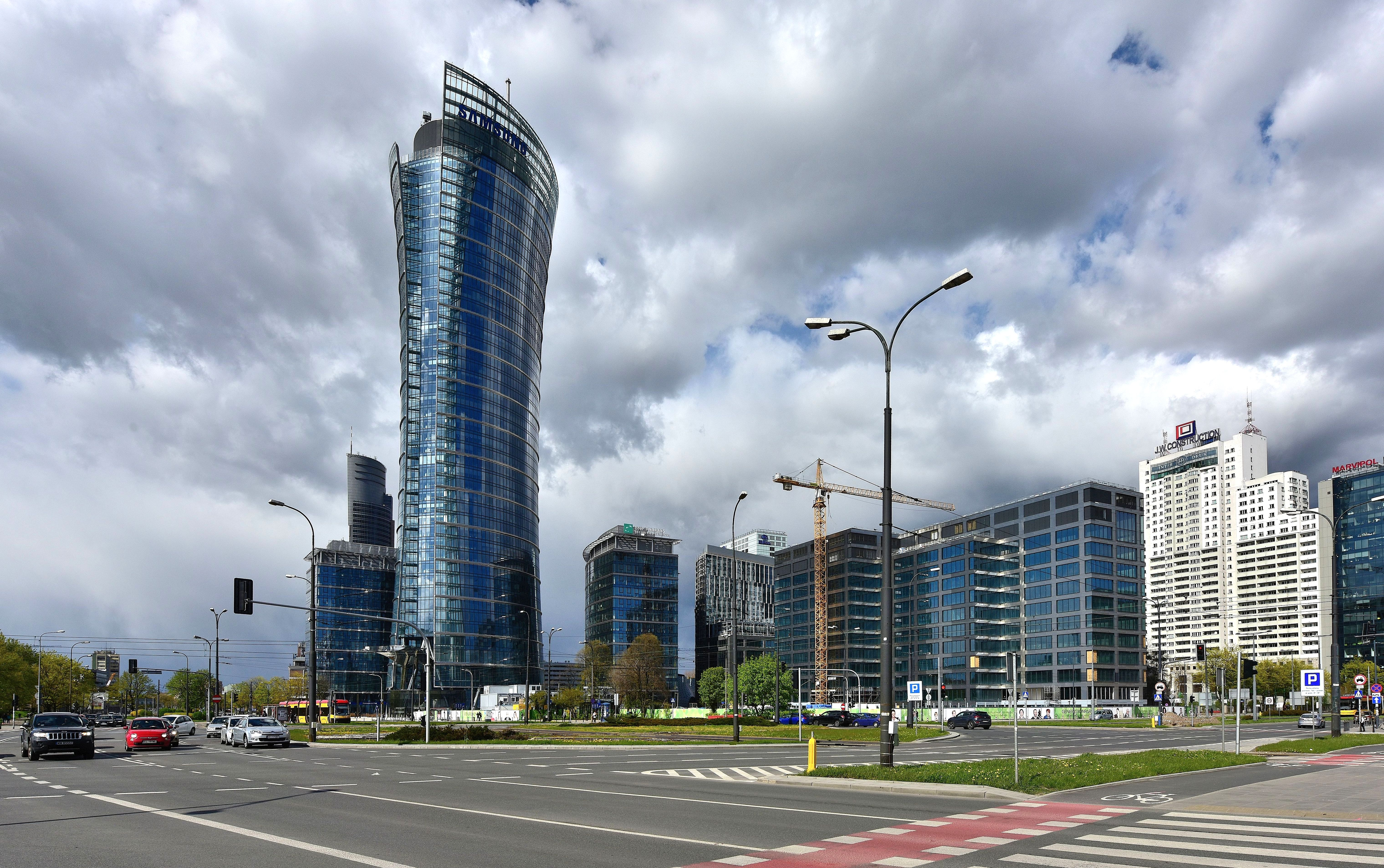
Rondo Daszyńskiego – początek odcinka centralnego linii (2017)

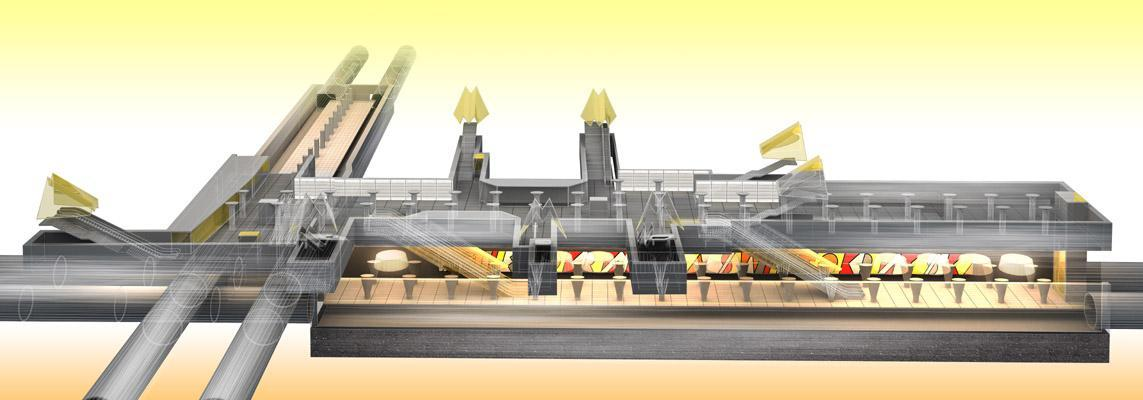
Koncepcja stacji przesiadkowej Świętokrzyska autorstwa Andrzeja Chołdzyńskiego

13 kwietnia 2006 ogłoszono zamówienie w trybie negocjacji na opracowanie „Studium wykonalności budowy drugiej linii metra w Warszawie na odcinku Rondo Daszyńskiego – Dworzec Wileński wraz z dostawą taboru metra”. Do negocjacji zaproszonych zostało 5 z 15 zgłoszonych wykonawców i 5 października zostali oni poinformowani o wynikach postępowania. 12 października do Metra Warszawskiego wpłynęły protesty 2 przedsiębiorstw. W związku z ich oddaleniem przez zamawiającego oraz braku odwołania do Urzędu Zamówień Publicznych przetarg został ostatecznie rozstrzygnięty. 30 października 2006 konsorcjum Sudop Praha i DB Projekt podpisało umowę na wykonanie studium, które miało polegać na przedstawieniu koncepcji realizacji projektu dotyczącego odcinka centralnego II linii, technologii wykonania poszczególnych elementów projektu oraz zaplanowaniu finansowania inwestycji i poszczególnych jej elementów z podaniem czasu potrzebnego do realizacji. Termin opracowania dokumentu wynosił 330 dni od daty podpisania umowy, a jego realizacja została podzielona na etapy:
- I faza (30 dni od podpisania umowy) – dostarczenie Wstępnego Raportu Studium Wykonalności,
- II faza (100 dni od podpisania umowy) – dostarczenie Raportu Przejściowego Studium Wykonalności, wszystkich opracowań Dokumentacji Hydrogeologicznej i Geologiczno–Inżynierskiej oraz Przekroju podłużnego trasy metra,
- III faza (150 dni od daty podpisania umowy) – dostarczenie Raportu Końcowego Studium Wykonalności oraz Dokumentacji Hydrogeologicznej i Geologiczno–Inżynierskiej, z wymaganym uprawomocnieniem dokumentacji w trybie administracyjnym,
- IV faza (330 dni od daty podpisania umowy) – podpisanie przez Zamawiającego protokołu odbioru końcowego[8].

Studium to planowano następnie przedstawić jako załącznik do wniosku miasta o dofinansowanie inwestycji z funduszy Unii Europejskiej na lata 2007–2012.
27 kwietnia 2007 Metro Warszawskie przekazało do Urzędu Oficjalnych Publikacji Wspólnot Europejskich ogłoszenie o konkursie na wykonanie „Uproszczonego Projektu Koncepcyjnego realizacji odcinka centralnego II linii metra w Warszawie od Ronda Daszyńskiego do Dworca Wileńskiego”. Do terminu składania wniosków, który minął 21 maja, wpłynęło 10 zgłoszeń. 6 czerwca przedstawiciele metra i miasta zaprosili wszystkich uczestników konkursu do złożenia swoich prac do 7 sierpnia. 17 września sąd konkursowy składający się z przedstawicieli Urzędu m.st. Warszawy, Zarządu Transportu Miejskiego i Metra Warszawskiego wybrał zwycięzcę, którym zostało konsorcjum Metroprojekt i AMC – Andrzej M. Chołdzyński. 5 października zwycięski projekt został zaprezentowany w kinie „Praha” w dzielnicy Praga-Północ, gdzie planowano rozpocząć budowę centralnego odcinka. Tego dnia również Prezydent Warszawy Hanna Gronkiewicz-Waltz zapewniła, że inwestycja zostanie zakończona przed rozpoczęciem mistrzostw Euro 2012.
1 czerwca 2007 metro ogłosiło przetarg nieograniczony na usługi doradcze polegające na opracowywaniu ekspertyz i opinii dotyczących realizacji prac przygotowawczych i projektowych dla odcinka centralnego. Do 16 lipca zostały złożone 3 oferty, a 30 lipca zwycięzcą ogłoszono konsorcjum złożone z dwóch przedsiębiorstw wchodzących w skład grupy ILF. 9 sierpnia została podpisana umowa z ILF Consulting Engineers Polska i ILF Beratende Ingenieure Austria.
9 października 2007 otwarto 4 oferty złożone w przetargu na wykonanie „Raportu o oddziaływaniu na środowisko dla II linii metra w Warszawie”. 8 listopada za najkorzystniejszą ofertę wybrano propozycję Metroprojektu.
10 października 2007 otwarto 6 ofert złożonych w przetargu nieograniczonym na wykonanie studium wykonalności budowy całej II linii metra z uwzględnieniem studium dla odcinka centralnego. Prace nad dokumentem zostały podzielone na etapy:
- I faza (90 dni od daty zawarcia umowy) – Wstępny Raport Studium Wykonalności,
- II faza (180 dni od daty zawarcia umowy) – Raport Przejściowy Studium Wykonalności,
- III faza (180 dni od daty zawarcia umowy) – Dokumentacje Hydrogeologiczna i Geologiczno-Inżynierska przed uzyskaniem wymaganego uprawomocnienia dokumentacji w trybie administracyjnym,
- IV faza (300 dni od daty zawarcia umowy) – Raport Końcowy Studium Wykonalności oraz Przekroje podłużne trasy metra,
- V faza (300 dni od daty zawarcia umowy) – Dokumentacje Hydrogeologiczna i Geologiczno-Inżynierska z wymaganym uprawomocnieniem dokumentacji w trybie administracyjnym,
- VI faza (480 dni od daty zawarcia umowy) – zakończenie składania odpowiedzi i wyjaśnień dla instytucji oceniających[11].

#### Przetargi na projekt i budowę
15 października 2007 Metro Warszawskie przekazało do Urzędu Oficjalnych Publikacji Wspólnot Europejskich ogłoszenie o przetargu według procedury dialogu konkurencyjnego na „Projekt i budowę II linii metra od stacji Rondo Daszyńskiego do stacji Dworzec Wileński w Warszawie”, które zostało ogłoszone następnego dnia. Do zadań wykonawcy miała należeć realizacja robót budowlano-montażowych wraz z wykonaniem projektów budowlanych i wykonawczych zgodnych z zatwierdzonym Wielobranżowym Projektem Koncepcyjnym. Podpisanie umowy było planowane na przełom I i II kwartału 2008, a zaprojektowanie i wybudowanie „pod klucz” odcinka centralnego miało zostać zrealizowane w okresie do 45 miesięcy od daty zawarcia umowy. Do 3 grudnia wpłynęło 6 ofert, a 11 stycznia 2008 jedna z nich została odrzucona i do postępowania zostało dopuszczonych ostatecznie 5 konsorcjów. 11 lutego podmiotom został przekazany Wielobranżowy Projekt Koncepcyjny, od 19 do 28 marca z przedsiębiorstwami prowadzono dialogi, a 29 kwietnia metro wysłało do uczestników zaproszenia do składania ofert. Do 6 czerwca wpłynęły następujące 3 oferty:
| Oferent | Cena brutto w zł | Czas realizacji | Okres gwarancji | Okres rękojmi | Zaliczka |
| --- | ---------------- | --------------- | --------------- | ------------- | -------- |
| Alpine Bau Deutschland AG, Eching FCC Construcción, Barcelona Alpine Untertagebau GmbH, Eching PBG, Wysogotowo Hydrobudowa Włocławek, Wysogotowo PRG Metro, Warszawa Alpine Construction Polska, Kraków                                                 | 5 885 838 760    | 42 miesiące     | 12 miesięcy     | 51 miesięcy   | 4%       |
| Dragados, Madryt Przedsiębiorstwo Robót Inżynieryjnych Pol-Aqua, Piaseczno Trakcja Polska – PKRE, Warszawa Vias Y Construcciones, Madryt Tecsa Empresa Constructora, Bilbao                                                                             | 6 226 676 484    | 42 miesiące     | 51 miesięcy     | 51 miesięcy   | 0        |
| Mostostal Warszawa, Warszawa Acciona Infraestructuras, Madryt Strabag, Warszawa Strabag AG, Spittal an der Drau Ed. Züblin AG, Stuttgart Dywidag International GmbH, Monachium Dywidag Bau GmbH, Monachium Przedsiębiorstwo Budowy Kopalń PeBeKa, Lubin | 5 978 000        | 42 miesiące     | 12 miesięcy     | 51 miesięcy   | 0        |

Jako że zamawiający zamierzał przeznaczyć na sfinansowanie zamówienia 2,82 mld zł, 31 lipca decyzją władz miasta postępowanie zostało unieważnione z powodu zbyt wysokich kwot zaproponowanych przez oferentów. Metro Warszawskie przystąpiło następnie do prac przygotowawczych do ponownego ogłoszenia postępowania, ale tym razem w trybie przetargu nieograniczonego. Zlecone zostało wykonanie aktualizacji Wielobranżowego Projektu Koncepcyjnego oraz Programu Funkcjonalno-Użytkowego pod względem dostosowania dokumentacji przetargowej do nowego postępowania.
15 października 2008 władze miasta ogłosiły rozpoczęcie przetargu nieograniczonego na wybór projektanta i wykonawcy centralnego odcinka linii M2, a 18 października ogłoszenie o tym postępowaniu pojawiło się w Dzienniku Urzędowym Wspólnot Europejskich. Specyfikację pobrało 19 przedsiębiorstw, a w trakcie postępowania udzielono odpowiedzi na 742 pytania zadane przez 40 podmiotów. 16 lutego 2009 otwarto 5 złożonych w przetargu ofert:
| Oferent | Cena netto w zł | Cena brutto w zł |
| --- | --------------- | ---------------- |
| China Overseas Engineering Group, Pekin Shanghai Construction (Group) General, Szanghaj China Railway Tunnel Group, Luoyang Decoma, Warszawa | 3 686 885 245   | 4 498 000        |
| Alpine Bau GmbH, Salzburg FCC Construcción, Barcelona PBG, Przeźmierowo Hydrobudowa Polska, Przeźmierowo Przedsiębiorstwo Robót Górniczych „Metro”, Warszawa Stump – Hydrobudowa, Warszawa                                                              | 4 605 600 000   | 5 618 832 000    |
| Astaldi, Rzym Gülermak, Ankara Przedsiębiorstwo Budowy Dróg i Mostów, Mińsk Mazowiecki | 3 375 000       | 4 117 500 000    |
| Mostostal Warszawa, Warszawa Acciona Infraestructuras, Madryt Strabag, Warszawa Strabag AG, Spittal an der Drau Ed. Züblin AG, Stuttgart Dywidag International GmbH, Monachium Dywidag Bau GmbH, Monachium Przedsiębiorstwo Budowy Kopalń PeBeKa, Lubin | 4 077 868 852   | 4 974 999        |
| Dragados, Madryt Przedsiębiorstwo Robót Inżynieryjnych Pol-Aqua, Piaseczno Trakcja Polska – PKRE, Warszawa Vias Y Construcciones, Madryt Tecsa Empresa Constructora, Bilbao                                                                             | 5 008 000       | 6 109 760 000    |

Inwestor na wykonanie przedsięwzięcia przeznaczył 3,7 mld zł. Oferty opiewały na kwoty od 4,1 do 6,1 mld zł. W związku z tym 28 kwietnia 2009 Rada m.st. Warszawy uchwaliła zmiany w budżecie miasta na 2009, zgodnie z którymi środki na budowę metra zostały podwyższone do kwoty pozwalającej na wykonanie zlecenia, a 29 kwietnia zatwierdzono wybór najkorzystniejszej oferty. 18 maja komisja przetargowa oddaliła wszelkie protesty złożone w postępowaniu. 5 sierpnia prezes Urzędu Zamówień Publicznych zakończył pozytywnie kontrolę uprzednią zamówienia. 21 września Sąd Okręgowy w Warszawie na posiedzeniu niejawnym odrzucił skargę konsorcjum, którego liderem był Mostostal Warszawa, a 13 października ten sam sąd odrzucił skargę konsorcjum z China Overseas Engineering Group na czele na orzeczenie Krajowej Izby Odwoławczej przy Prezesie UZP. Tym samym zakończono procedurę odwoławczą i za najkorzystniejszą uznano ofertę konsorcjum Astaldi, Gülermak i PBDiM. 28 października w Sali Konferencyjnej Urzędu Dzielnicy Praga-Północ umowę na budowę centralnego odcinka II linii metra w Warszawie podpisali:
- ze strony zamawiającego:
  - Hanna Gronkiewicz-Waltz – Prezydent Warszawy,
  - Jerzy Lejk – Prezes Metra Warszawskiego,
  - Radosław Żołnierzak – Członek Zarządu Metra Warszawskiego,
- ze strony wykonawcy:
  - Francesco Paolo Scaglione – Dyrektor Pełnomocny na Europę Wschodnią i Środkową Astaldi,
  - Mustafa Tuncer – Dyrektor ds. Rozwoju oraz Ofert Gülermak,
  - Janusz Dróżdż – Dyrektor Przedsiębiorstwa Budowy Dróg i Mostów[13].

#### Budowa

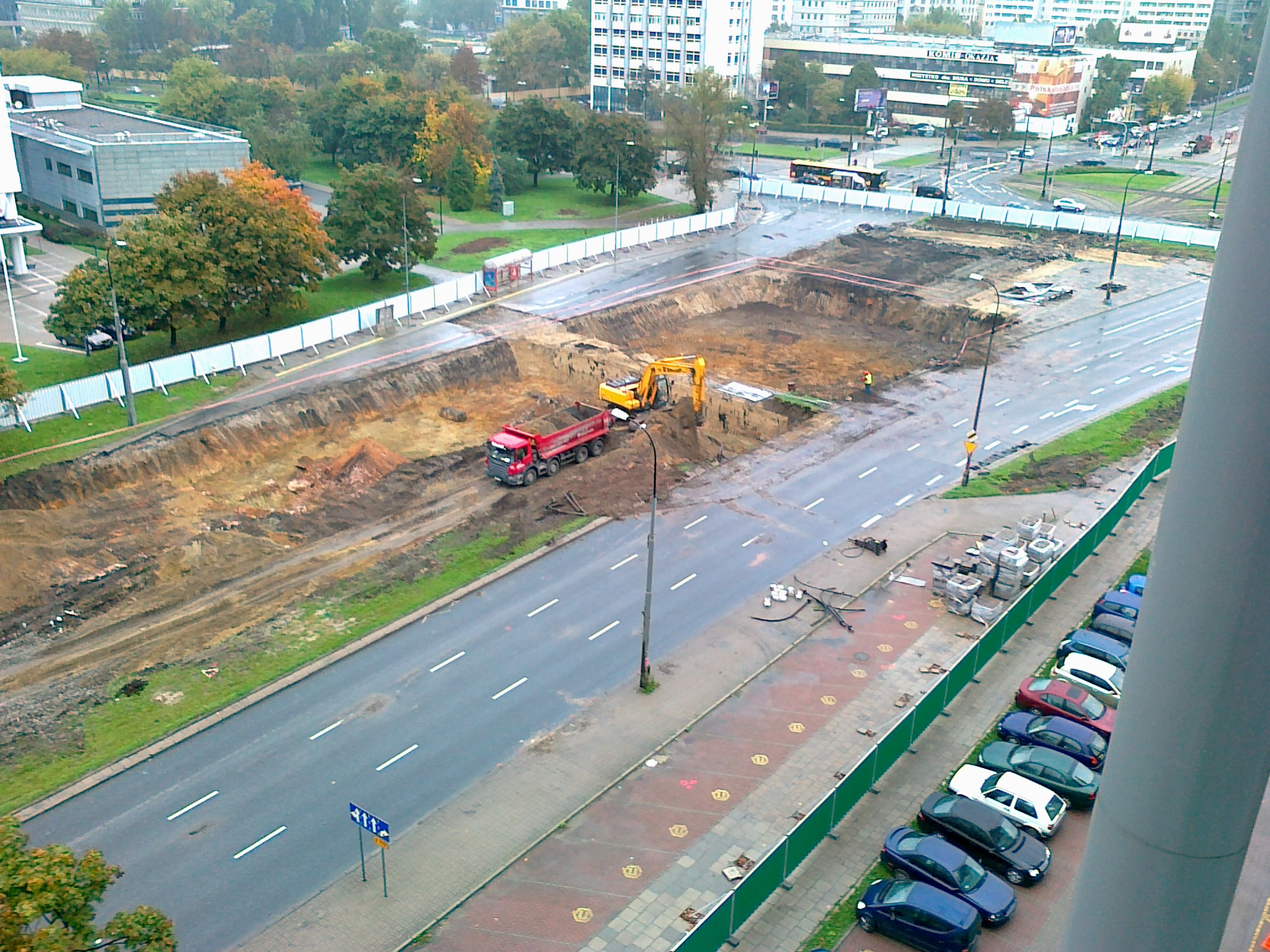
Budowa stacji Rondo Daszyńskiego (28 września 2011)

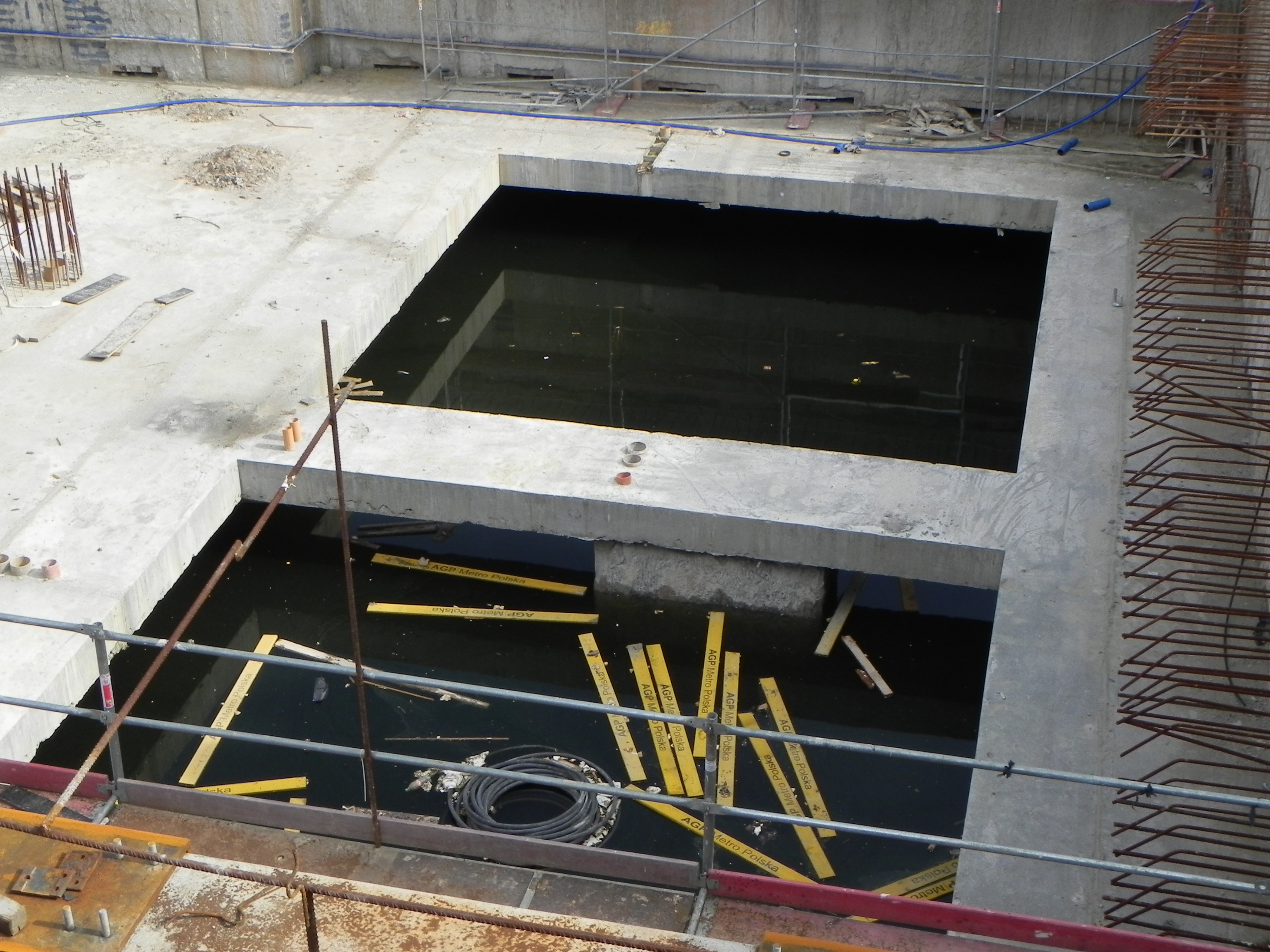
Zalany teren stacji Centrum Nauki Kopernik (22 sierpnia 2012)

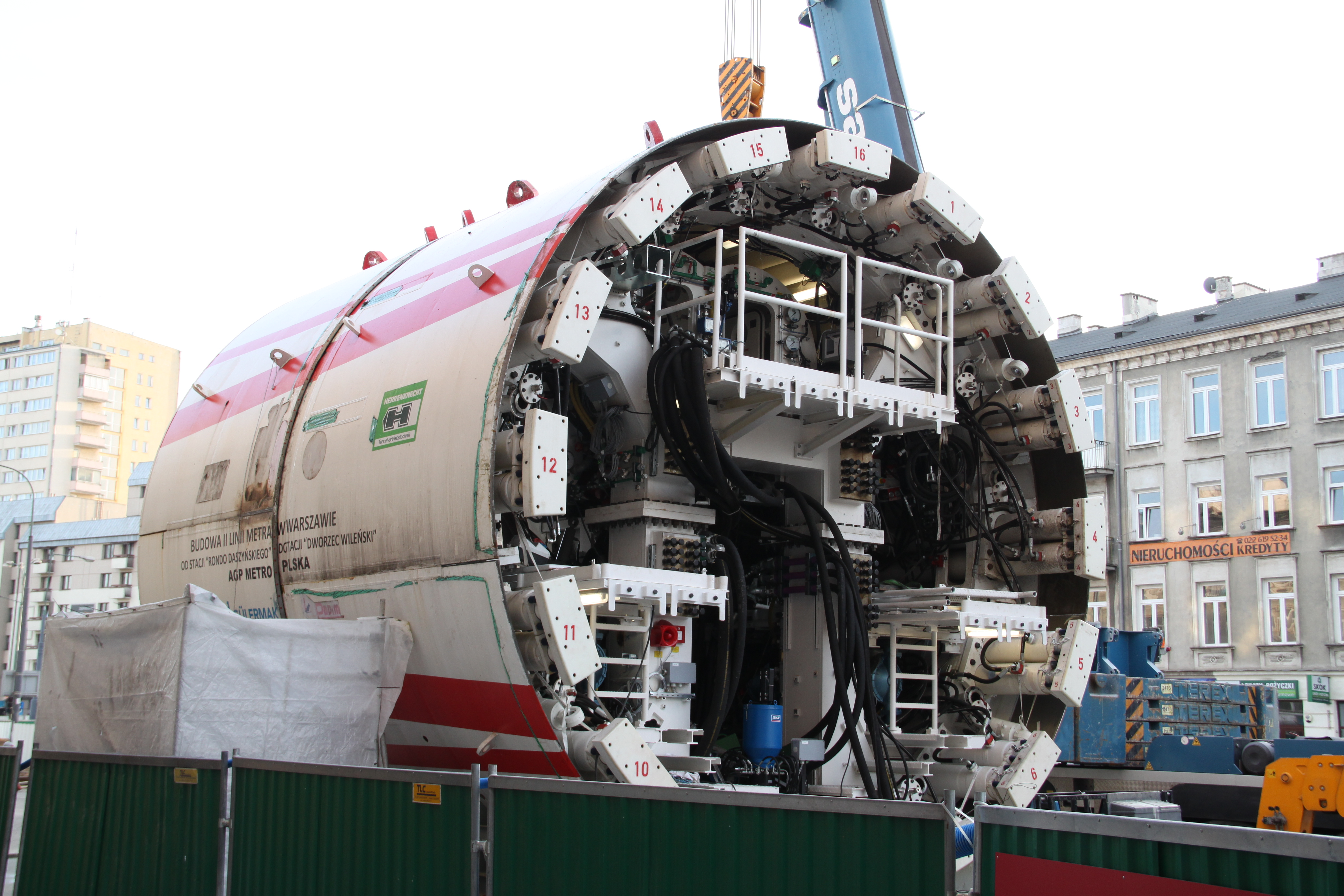
TBM na terenie budowy stacji Dworzec Wileński (11 listopada 2012)

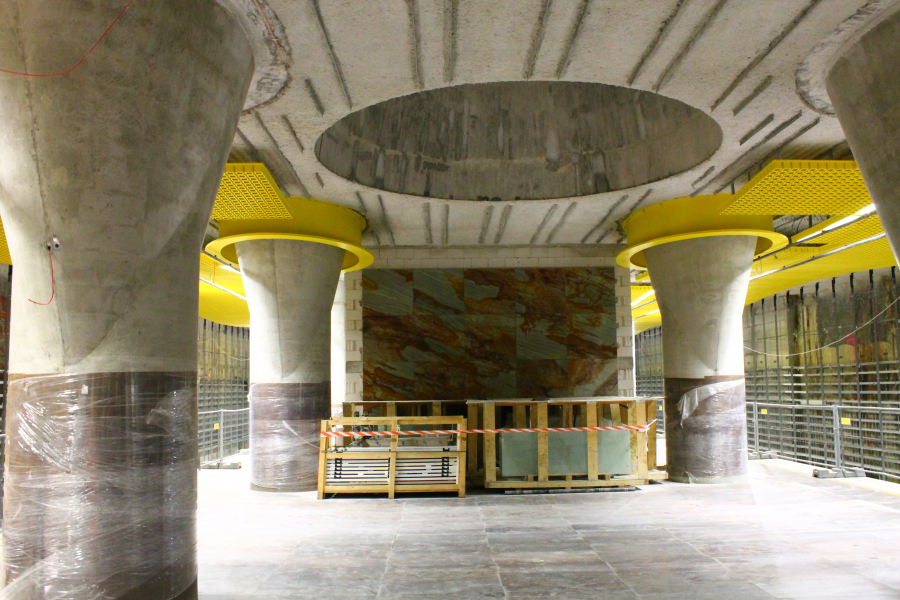
Peron budowanej stacji Świętokrzyska (27 lipca 2014)

16 sierpnia 2010 w rejonie stacji Rondo Daszyńskiego rozpoczęto prace przygotowawcze wymagane do wprowadzenia tymczasowej organizacji ruchu związanej z zamknięciem ul. Prostej na odcinku od ul. Karolkowej do ul. Towarowej oraz rozpoczęcia budowy szybu startowego dla tarcz drążących, co uznaje się za początek budowy odcinka centralnego. 11 września zamknięto odcinek ul. Prostej od ronda Daszyńskiego do ul. Karolkowej dla kolejnych prac przygotowawczych do budowy szybu startowego dla tarcz drążących tunel w kierunku Wisły oraz stacji Rondo Daszyńskiego. W tym samym miesiącu rozpoczęto właściwe prace budowlane przy wykopie wstępnym. Do marca 2011 przy budowie stacji wykonano 40% ścian szczelinowych.
15 listopada 2010 wykonawca wszedł na teren budowy szybu startowego na stacji Powiśle, a w następnym miesiącu wykonano wstępny wykop tego szybu. W marcu 2011 rozpoczęto prace przy wykopie wstępnym stacji.
17 maja 2011 w fabryce Herrenknecht w Schwanau odbyły się uroczyste przekazanie oraz rozruch dwóch tarcz TBM (ang. Tunnel Boring Machine) typu EPB (ang. Earth Pressure Balance), których użyto do drążenia tuneli.
4 czerwca 2011 została zamknięta ul. Sokola, a następnie rozpoczęto prace przygotowawcze i budowlane stacji Stadion Narodowy. 11 czerwca 2011 zamknięto ul. Świętokrzyską na odcinku od ronda ONZ do skrzyżowania z ul. Jasną oraz rozpoczęto prace przygotowawcze do budowy stacji Rondo ONZ i Świętokrzyska.
W nocy z 15 na 16 lipca 2011 został zamknięty kolejny odcinek ul. Świętokrzyskiej od ul. Czackiego do Nowego Światu dla prac przygotowawczych do budowy stacji Nowy Świat. 22 lipca 2011 na teren budowy szybu startowego przy rondzie Daszyńskiego dotarły pierwsze elementy tarcz TBM do drążenia tuneli.
15 października 2011 zamknięto dla ruchu pojazdów indywidualnych m.in. pl. Wileński i most Śląsko-Dąbrowski oraz rozpoczęto prace przygotowawcze do budowy stacji Dworzec Wileński, a pod koniec tamtego miesiąca rozpoczęto prace budowlane.
Rozpoczęcie wykonywania ścian szczelinowych, co uznaje się za początek właściwych prac budowlanych, miało miejsce dla stacji Rondo ONZ w listopadzie 2011, Dworzec Wileński w grudniu 2011, Nowy Świat w marcu 2012, a Świętokrzyska w kwietniu 2012.
4 kwietnia 2012 do szybu startowego przy rondzie Daszyńskiego opuszczona została pierwsza tarcza TBM o imieniu Anna, a 16 maja została ona uroczyście uruchomiona i rozpoczęła drążenie tuneli centralnego odcinka linii. 18 czerwca w tym samym miejscu pracę rozpoczęła także druga tarcza Maria.
Pod koniec stycznia 2012 zaplanowano, że kolejne dwie tarcze drążące tunele wystartują ze stacji Powiśle, jednak 14 sierpnia 2012 miał tam miejsce wypadek. Podczas wykonywania tunelu łącznikowego na stacji pod Tunelem Wisłostrady teren budowy został zalany nawodnionym gruntem. Ze względów bezpieczeństwa zamknięto Tunel Wisłostrady oraz most Świętokrzyski. Po oględzinach konstrukcji mostu ruch na nim został przywrócony po dwóch dniach, jednak dalsze badania wykazały, że została odkryta niższa sekcja ścian szczelinowych tunelu oraz że pod jego płytą powstały ubytki. W przeciągu kilku kolejnych dni podjęto decyzje o wstrzymaniu dalszych prac nad łącznikiem na stacji oraz o rozpoczęciu drążenia przez tarcze Wisła I i Wisła II ze stacji Dworzec Wileński. Rozpoczęły one pracę odpowiednio 15 lutego i 20 marca 2013. 23 czerwca został przywrócony ruch w Tunelu Wisłostrady.
7 marca 2013 Rada m.st. Warszawy uchwaliła ostatecznie nazwy stacji odcinka, 13 marca praskie tarcze nazwano Krystyna i Elisabetta, a 7 maja termin realizacji inwestycji przesunięto z IV kwartału 2013 na 30 września 2014.
12 sierpnia i 11 października 2013 stację Centrum Nauki Kopernik od strony wschodniej osiągnęły tarcze odpowiednio Krystyna i Elisabetta, 22 października ścianę zachodnią stacji sforsowała tarcza Anna, a 28 listopada od strony zachodniej do stacji dotarła tarcza Maria, co oznaczało zakończenie drążenia tuneli budowanego odcinka.
W styczniu 2014 zaczęto układać szyny w tunelach. W nocy z 25 na 26 czerwca 2014 rozpoczęto testy pociągów Siemens Inspiro na odcinku Rondo Daszyńskiego – Rondo ONZ.
30 września 2014 wykonawca zgłosił gotowość inwestycji do odbiorów technicznych, które przeprowadzono od 13 października do 14 stycznia 2015. W międzyczasie, 9 listopada 2014, miał miejsce Dzień Otwarty Metra, w ramach którego zwiedzający mogli zobaczyć wszystkie stacje odcinka. 27 lutego zostało wydane ostatnie z 14 pozwoleń na użytkowanie obiektów wybudowanych w ramach inwestycji, a 8 marca 2015 o godz. 9:30 centralny odcinek II linii metra został uruchomiony.
Koszt inwestycji wyniósł 4,17 mld zł, z czego 2,77 mld zł było współfinansowane przez Unię Europejską w ramach Funduszu Spójności – Program Infrastruktura i Środowisko z działania 7.3 „Rozwój transportu miejskiego w obszarach metropolitalnych”. Licząc łącznie z zakupem taboru wartość inwestycji wyniosła 5,98 mld zł (w tym ponad 3,6 mld zł dofinansowania z UE), będąc największą inwestycją samorządową w kraju.

### Przygotowania do rozbudowy

#### Pierwsze plany
Początkowo zakładano, że po zrealizowaniu odcinka centralnego może powstać do 2017 odcinek zachodni na Bemowo, a potem do 2020 odnoga na Bródno. Następnie miasto zaczęło rozważać budowę metra krótszymi odcinkami w obu kierunkach jednocześnie. Zakładano wówczas otwarcie odcinków do stacji Księcia Janusza i Trocka do 2017.

#### Projekt białołęcki

Projekt białołęcki

14 grudnia 2011 Rada i Zarząd Białołęki przyjęły uchwałę z formalnym wnioskiem o zmianę planowanej trasy linii. Zaproponowano likwidację końcowej stacji części północnej o nazwie Bródno zlokalizowanej w pobliżu skrzyżowania ul. Kondratowicza i Rembielińskiej. Według nowej koncepcji od stacji Kondratowicza trasa linii miałaby zostać poprowadzona dalej na północ, a metro dojeżdżałoby do nowej stacji zlokalizowanej przy skrzyżowaniu Trasy Toruńskiej i ul. Głębockiej.
W kwietniu 2013 unieważniona została decyzja środowiskowa dla budowy przedłużenia. Główne zarzuty dotyczyły niezgodności między projektami a zapisami miejscowych planów zagospodarowania przestrzennego oraz braku odpowiednich dokumentów opisujących wpływ inwestycji na wody gruntowe. Ponadto władze Białołęki rozpoczęły starania o odchylenie północnego odcinka tak, by trasa kończyła się w ich dzielnicy. Opracowano kilka wariantów przewidujących bieg linii metra pod ul. Głębocką czy Trasą Olszynki Grochowskiej. Pierwsze przeprowadzone analizy wykazały sens takiej inwestycji, wobec czego zaczęto rozważać stworzenie dwóch odgałęzień linii: do ul. Rembielińskiej i w kierunku ul. Głębockiej. W marcu 2014 Rada Dzielnicy Białołęka przyjęła uchwałę popierającą budowę II linii metra w kierunku Grodziska, wobec czego miasto zleciło dodatkowe analizy demograficzne oraz ekonomiczne.

#### Powrót do pierwotnej koncepcji rozbudowy
W czerwcu 2014 zaprezentowany został nowy harmonogram rozbudowy linii, który zakładał, że po trzy następne stacje w obu kierunkach zostaną zrealizowane do 2018, zaś następne odcinki do stacji Górce oraz Bródno powstaną do 2020. Zakładano wówczas, że wybudowanie przez 6 lat 11 stacji metra będzie kosztować około 8 mld zł. Oznaczało to, że metro prawdopodobnie nie zdecyduje się na budowę odnogi na Białołękę. W sierpniu wydana została decyzja środowiskowa dla odcinka w kierunku Targówka, a pod koniec września dla odcinka wolskiego.

### Rozbudowa „3+3”

#### Konkurs na projekt
26 listopada 2011 ogłoszono konkurs na koncepcję architektoniczno-budowlaną I etapu odcinków zachodniego i wschodniego-północnego linii. Złożono na niego 23 wnioski, z których większość dotyczyła stacji w kierunku wschodnim. Spośród zgłoszonych podmiotów do dalszego udziału zaproszono 18 – 12 chcących projektować odcinek wschodni i 6 zachodni. Ostatecznie zostało złożonych 14 prac – 9 projektów stacji wschodnich i 5 zachodnich. 25 czerwca 2012 konkurs został rozstrzygnięty, ale wybór dotyczący odcinka zachodniego oprotestował jeden z uczestników. Protest ten został jednak odrzucony i 21 września 2012 podpisano umowy ze zwycięzcami. Zadanie zaprojektowania 3 stacji na odcinku zachodnim powierzono Metroprojektowi, a zaprojektowanie 3 stacji na odcinku wschodnim-północnym – ILF Consulting Engineers Polska.

#### Przetarg na budowę
15 października 2014 został ogłoszony przetarg na rozbudowę linii o 3 stacje w stronę Woli i 3 stacje w stronę Targówka. W marcu 2015, w związku z napłynięciem ponad 1300 pytań, przedłużono termin składania ofert do końca lipca 2015. Termin oddania stacji zapowiedziano wówczas na 2019. 10 sierpnia 2015 otwarto oferty w przetargu na rozbudowę „3+3”.
| Oferent | Odcinek           | Cena netto w zł | Cena brutto w zł | Okres rękojmi |
| --- | ----------------- | --------------- | ---------------- | ------------- |
| Inżynieria Rzeszów, Rzeszów ZUE, Kraków                                                                                               | zachodni          | 1 059 000       | 1 302 570 000    | 84 miesiące   |
| Torpol, Poznań Kyjiwmetrobud, Kijów Tines, Kraków                                                                                     | zachodni          | 1 036 913 100   | 1 275 403 113    | 84 miesiące   |
| Doğuş Inşaat ve Ticaret, Stambuł | zachodni          | 1 230 568 250   | 1 513 598 948    | 24 miesiące   |
| Metrostav Polska, Warszawa | zachodni          | 1 463 718 483   | 1 800 373 734    | 84 miesiące   |
| Gülermak, Ankara | zachodni          | 933 333 000     | 1 147 999 590    | 84 miesiące   |
| Budimex, Warszawa Ferrovial Agroman, Warszawa                                                                                         | wschodni-północny | 1 490 300 000   | 1 833 069 000    | 84 miesiące   |
| Vianini Lavori, Rzym Grandi Lavori Fincosit, Rzym Impresa Construzioni Giuseppe Maltauro, Vicenza Mota – Engil Central Europe, Kraków | wschodni-północny | 897 750 000     | 1 104 232 500    | 84 miesiące   |
| Astaldi, Rzym | wschodni-północny | 867 269 499     | 1 066 741 484    | 84 miesiące   |
| Acciona Infraestructuras, Madryt Mostostal Warszawa, Warszawa                                                                         | wschodni-północny | 1 035 766 495   | 1 273 992 789    | 84 miesiące   |

29 października 2015 zarząd Metra Warszawskiego wybrał wykonawców kolejnych odcinków linii. Odcinek zachodni od stacji C9 Rondo Daszyńskiego do torów odstawczych za stacją C6 Księcia Janusza miałby wybudować Gülermak, a odcinek wschodni-północny obejmujący szlak za stacją C15 Dworzec Wileński do torów odstawczych za stacją C18 Trocka miałoby zrealizować Astaldi. Do 10 listopada do Krajowej Izby Odwoławczej wpłynęły jednak odwołania od decyzji zamawiającego. 27 listopada zostały one oddalone. 18 stycznia 2016 Urząd Zamówień Publicznych zakończył kontrolę uprzednią postępowania i stwierdził uchybienia formalne dotyczące dokumentacji. Metro Warszawskie odniosło się do zgłoszonych uwag i 22 stycznia UZP stwierdził brak przeszkód do zawarcia umowy z wybranymi przedsiębiorstwami.

#### Realizacja odcinka do stacji C18 Trocka

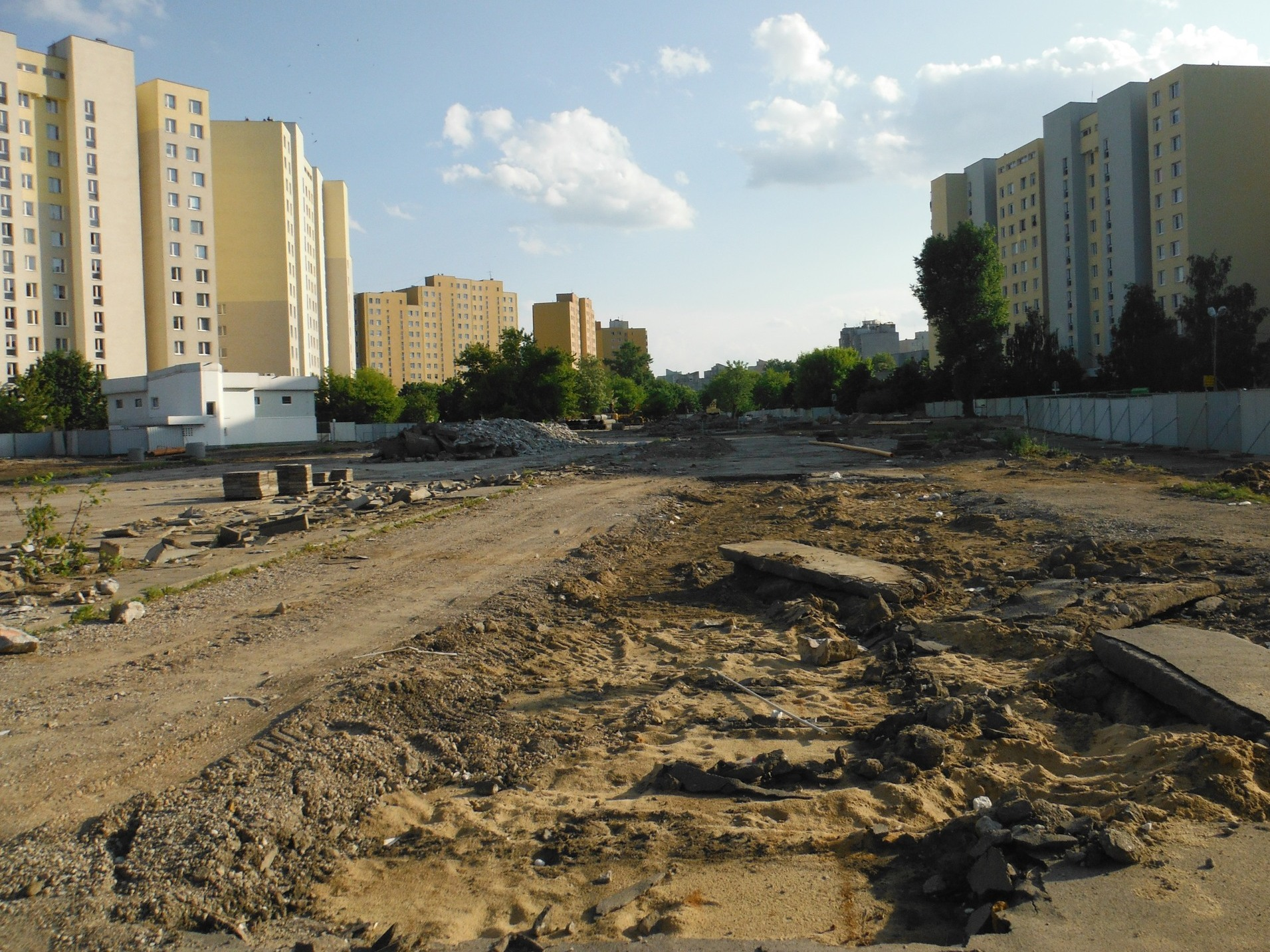
Plac budowy stacji Trocka (26 maja 2016)

16 lutego 2016 zostały wydane pierwsze pozwolenia na budowę dla rozbudowy „3+3” – otrzymały je stacja Trocka wraz z torami odstawczymi oraz wentylatornia. 8 marca pozwolenie otrzymały: stacja Targówek, wentylatornie V16 i V18 oraz przebudowa na stacji Dworzec Wileński. 10 marca skompletowano pozwolenia niezbędne do rozbudowy w kierunku wschodnim, a dzień później podpisano z Astaldi umowę na realizację I etapu odcinka wschodniego-północnego. Kierownik kontraktu Francesco Scaglione zapowiedział wówczas, że prace w terenie rozpoczną się w ciągu 30 dni od stacji Trocka. Drążenie tuneli planowano zacząć po około roku, a wykorzystać do tego celu chciano dwie z czterech tarcz, które wykonały tunele odcinka centralnego. Termin zakończenia prac nad odcinkiem określono na 11 maja 2019.
Pod koniec marca 2016 rozpoczęto oznaczanie terenów budów i ich przekazywanie wykonawcy. 30 marca przekazano tereny pod wentylatornię V18 i stację C17 Targówek, a dzień później teren pod szyb demontażowy za stacją C15 Dworzec Wileński. Pod koniec kwietnia gotowe były zaplecza i biura budów, a w ostatnich dniach tego miesiąca przygotowywano się do zmian organizacji ruchu związanych z rozpoczęciem prac w terenie.
W październiku 2016 i 1 marca 2017 podpisane zostały aneksy do umowy na realizację odcinka, na mocy których Astaldi otrzymało łącznie niecałe 5 mln zł na zabezpieczenie budynku przy ul. Strzeleckiej 46 zlokalizowanego przy budowie stacji C16 Szwedzka. Pod koniec marca rozpoczęto transport i montaż pierwszej tarczy TBM, a w połowie kwietnia również drugiej takiej maszyny. Wówczas stan zaawansowania prac wynosił 30% i inwestycja była prowadzona zgodnie z harmonogramem. W mediach pojawiły się jednak opinie, że drążenie tuneli może zostać rozpoczęte wcześniej niż zakładano, a co za tym idzie budowa może zostać ukończona przed terminem. 5 maja obydwie tarcze znajdowały się pod ziemią i rozpoczęto rozruch Marii, zaś 2 czerwca uruchomiono Annę. 19 czerwca do stacji C17 Targówek dotarła pierwsza tarcza, a 5 lipca druga. 25 lipca Maria rozpoczęła drążenie tunelu do stacji C16 Szwedzka.
29 stycznia 2019 roku około godziny 20:30 ze stacji C15 Dworzec Wileński wyruszył pociąg testowy do stacji C18 Trocka. Podczas kolejnych przejazdów testowych kontrolowane będą poprawność działania wszystkich urządzeń znajdujących się w nowych tunelach i na stacjach, a także ich współdziałanie z systemami pokładowymi pociągów obsługujących linię.
10 maja 2019 roku Rafał Trzaskowski, prezydent Warszawy poinformował o zakończeniu budowy i rozpoczęciu procedury odbiorczej. 13 września 2019 roku zostały wydane pozwolenia na użytkowanie trzech stacji wschodniego odcinka, który został otwarty 15 września.

#### Realizacja odcinka do stacji C6 Księcia Janusza
29 stycznia 2016 Metro Warszawskie złożyło raport środowiskowy wymagany przez Generalnego Dyrektora Ochrony Środowiska oraz wnioski o wydanie pozwoleń na budowę i oceny oddziaływania na środowisko dla rozbudowy „3+3” w kierunku Woli. Ze względu na złożoność sprawy, przygotowanie oceny środowiskowej przez Regionalnego Dyrektora Ochrony Środowiska przedłużyło się. Pod koniec kwietnia spodziewano się, że ocena ta zostanie ukończona pod koniec czerwca. Pod koniec czerwca mówiono o rozstrzygnięciu RDOŚ na przełomie czerwca i lipca. Pierwsze ustalenia, dla stacji C6 Księcia Janusza, tunelu D7 między stacjami C6 Księcia Janusza i C7 Młynów oraz stacji C7 Młynów, zostały wydane w pierwszym tygodniu lipca. Wówczas wyznaczono także terminy wydania pozostałych rozstrzygnięć – 29 lipca dla stacji C8 Płocka i szlaku D9 Płocka – Rondo Daszyńskiego oraz 15 lipca dla szlaku D8 Młynów – Płocka. 11 i 13 lipca dwa z pierwszych trzech wydanych postanowień RDOŚ wpłynęły do wojewody mazowieckiego, a ten 14 i 15 lipca wydał postanowienia, w których zobowiązał inwestora do uzupełnienia projektu budowlanego w ciągu 90 dni. Zastrzeżenia dotyczyły m.in. dostosowania projektu do złożonego wniosku, uzupełnienia zgodnie z rozporządzeniem i projektem ustawy dotyczących budownictwa oraz załączenia wyników badań geologiczno-inżynierskich, ponadto wymagane były drobne zmiany kosmetyczne. Na początku sierpnia RDOŚ ukończył ocenę środowiskową dla planowanych obiektów i przekazał postanowienia wojewodzie, a Metroprojekt wprowadzał wówczas poprawki do projektu. 13 września do urzędu wojewódzkiego wpłynął komplet dokumentów. Trzy dni później wojewoda wydał pozwolenie na budowę stacji C6 Księcia Janusza. 19 września wydane zostały pozwolenia na budowę dla stacji C7 Młynów oraz szlaków D7 Księcia Janusza – Młynów i D8 Młynów – Płocka, zaś 20 września ostatnie dwa dokumenty tego rodzaju – dla stacji C8 Płocka i tunelu D9 Płocka – Rondo Daszyńskiego. 29 września została podpisana umowa na realizację odcinka.
W połowie kwietnia 2017 zakończono prace przy przekładaniu instalacji podziemnych i rozpoczęto prace konstrukcyjne.
4 kwietnia 2020 stacje zostały otwarte.

### Rozbudowa „3+5”

#### Przygotowania
29 grudnia 2014 Metro Warszawskie ogłosiło konkurs na koncepcję architektoniczno-budowlaną dla II etapu rozbudowy linii. Etap ten nazywany był wówczas „3+2”, gdyż obejmował 3 stacje na Targówku i Bródnie oraz 2 na Woli i Bemowie. Zgodnie z pierwotnymi założeniami, projekty stacji miały częściowo wykorzystywać rozwiązania architektoniczne zastosowane na odcinku centralnym linii.
Pod koniec marca 2015 termin składania wniosków o udział w tym konkursie został przesunięty na 29 maja. Do tego czasu udział zgłosiło 9 podmiotów, z których 5 chciało zaprojektować odcinek wschodni-północny, a pozostałe 4 zachodni. W międzyczasie, w połowie kwietnia, z warunków konkursu usunięto zapis o zaprojektowaniu konstrukcji stacji Zacisze w sposób umożliwiający w przyszłości odgałęzienie linii w kierunku Białołęki, a także wykreślono wymagania co do kontynuacji stylistyki stacji odcinka centralnego w zakresie wyjść i ścian zatorowych.
Do 15 grudnia 2015 wpłynęły prace od 6 z 8 przedsiębiorstw zaproszonych do udziału w konkursie – po 3 na każdy z odcinków. 24 lutego 2016 Metro Warszawskie wybrało projektantów obiektów. Dwie stacje na odcinku zachodnim miały zaprojektować AMC i Metroprojekt, a projekt trzech stacji na odcinku wschodnim-północnym miał wykonać ILF. Stacje według projektów wyłonionych w konkursie mają zostać zrealizowane do 2022. 20 września Metro Warszawskie podpisało z ILF umowę na projekt odcinka wschodniego-północnego do stacji C21 Kondratowicza, a 28 listopada z Metroprojektem na projekt stacji C5 i C4 na odcinku zachodnim.
Początkowo odcinek od stacji C4 do STP Mory miał zostać zrealizowany do 2030. 27 kwietnia 2016 zdecydowano jednak, że realizowana będzie rozbudowa „3+5”. Razem z odcinkiem do stacji C4 zaplanowano wybudowanie także kolejnych trzech i ostatnich stacji linii wraz ze stacją techniczno-postojową. 28 października Metro Warszawskie ogłosiło konkurs na wykonanie koncepcji architektoniczno-budowlanej stacji C3, C2, C1 i STP. Do 21 grudnia zgłoszono 7 ofert, wśród których znalazły się propozycje biur projektowych z Danii, Francji i Wielkiej Brytanii. Pod koniec stycznia 2017 do składania prac konkursowych zaproszono 5 oferentów, a do 4 maja wpłynęły 2 prace. 9 czerwca poinformowano, że konkurs wygrało konsorcjum AMC i Metroprojekt. 19 czerwca przedsiębiorstwo ILF Consulting Engineers Polska, będące drugim uczestnikiem konkursu, złożyło do Krajowej Izby Odwoławczej odwołanie od wyniku konkursu w związku z naruszeniami odnoszącymi się do rozstrzygnięcia konkursu i zwycięskiej pracy. 17 lipca KIO nakazała unieważnić konkurs, zaś miasto zapowiedziało, że Metro Warszawskie ogłosi nowy konkurs po uprawomocnieniu się decyzji KIO.

#### Przetargi na budowę
23 listopada 2017 rozpisano przetarg na projekt i budowę III etapu rozbudowy linii na zachód, obejmującego stacje C3 Lazurowa, C2 Chrzanów, C1 Połczyńska i STP Mory. Do 15 marca 2018 do Metra Warszawskiego wpłynęły 2 oferty w tym postępowaniu. 22 czerwca za najkorzystniejszą uznana została oferta złożona przez konsorcjum Astaldi i Gülermak, a 9 listopada doszło do podpisania umowy z 48-miesięcznym okresem realizacji.
| Oferent                                                                                      | Cena netto w zł | Cena brutto w zł | Okres rękojmi |
| -------------------------------------------------------------------------------------------- | --------------- | ---------------- | ------------- |
| Sinohydro Corporation Limited, Pekin No. 22 Chegongzhuang West Road, Haidian District, Pekin | 1 360 000 000   | nie dotyczy      | 84 miesiące   |
| Astaldi, Rzym Gülermak, Ankara Gülermak Sp. z o.o., Warszawa                                 | 1 319 473 000   | 1 622 951 790    | 84 miesiące   |

27 marca 2018 rozpisano przetarg na budowę II etapu rozbudowy linii na zachód, obejmującego stacje C4 Powstańców Śląskich i C5 Wola Park. W połowie czerwca postępowanie zostało unieważnione ze względu na niedopełnienie formalności związanych z terminami ogłoszenia przetargu w Dzienniku Urzędowym Unii Europejskiej. Kolejny przetarg ogłoszono 27 czerwca, a do 10 sierpnia wpłynęła jedna oferta. 31 sierpnia została ona uznana za najkorzystniejszą, a 15 listopada doszło do podpisania umowy z 36-miesięcznym okresem realizacji.
| Skład konsorcjum                                             | Cena netto w zł | Cena brutto w zł | Okres rękojmi |
| ------------------------------------------------------------ | --------------- | ---------------- | ------------- |
| Astaldi, Rzym Gülermak, Ankara Gülermak Sp. z o.o., Warszawa | nie podano      | 959 249 940      | 84 miesiące   |

2 lutego 2018 rozpoczęła się procedura przetargowa II etapu odcinka wschodniego-północnego, obejmującego stacje C19 Zacisze, C20 Kondratowicza i C21 Bródno. Do 18 kwietnia wpłynęła jedna oferta, 27 czerwca została ona wybrana jako najkorzystniejsza, a 28 września doszło do podpisania umowy z 36-miesięcznym okresem realizacji.
| Skład konsorcjum                                             | Cena netto w zł | Cena brutto w zł | Okres rękojmi |
| ------------------------------------------------------------ | --------------- | ---------------- | ------------- |
| Astaldi, Rzym Gülermak, Ankara Gülermak Sp. z o.o., Warszawa | 1 136 500 000   | 1 397 895 000    | 84 miesiące   |

#### Realizacja odcinka do stacji C21 Bródno

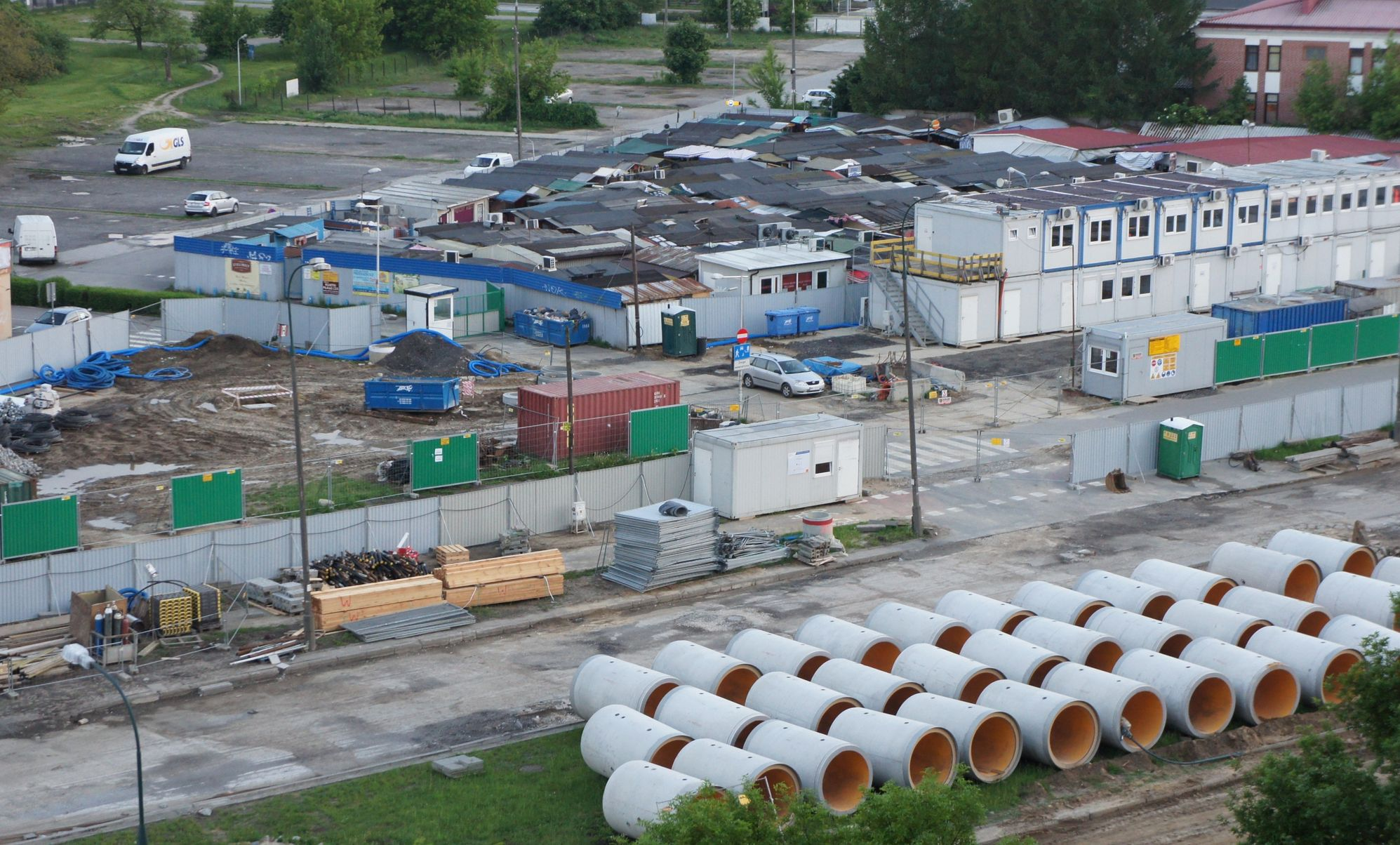
Plac budowy stacji Bródno (19 maja 2019)

20 czerwca wojewoda mazowiecki wydał pozwolenia na budowę stacji C20 Kondratowicza i komory demontażowej dla tarcz TBM za stacją C18 Trocka, 17 sierpnia wydano pozwolenia na budowę stacji C19 Zacisze, C21 Bródno i wentylatorni szlakowej V19, zaś 20 sierpnia pozwolenia na budowę wentylatorni szlakowych V20 i V21. 28 września 2018 podpisano umowę z wykonawcą na budowę odcinka z 36-miesięcznym okresem realizacji. Nowe stacje zaczęły obsługiwać pasażerów 28 września 2022.

#### Realizacja odcinka do stacji C4 Bemowo
26 września wojewoda mazowiecki wydał pozwolenia na budowę stacji C5 Wola Park i tunelu D5. Dwa dni później poinformowano, że Komisja ds. Nazewnictwa Miejskiego Rady m.st. Warszawy zatwierdziła nowe nazwy dla stacji tego odcinka – C4 Bemowo i C5 Ulrychów. W połowie grudnia 2018 Gülermak podpisał z pracownią projektową ILF umowę na opracowanie projektu wykonawczego tego odcinka. Został on oddany do użytku 30 czerwca 2022 roku.

#### Realizacja odcinka do stacji STP Mory
W połowie grudnia 2018 Gülermak podpisał z pracownią projektową ILF umowę na opracowanie projektu budowlanego i wykonawczego tego odcinka. Prace przygotowawcze do budowy tego odcinka rozpoczęły się w grudniu 2022 roku, po osiągnięciu przez miasto porozumienia ze spółką co do kontynuowania budowy II linii metra na Bemowie.

## Plany na przyszłość

### Dokończenie linii
Budowa odcinka II linii na Gocław, który był uznawany za III linię, ale oznaczany jako odnoga II linii, planowana była na lata 2021–2030. W sierpniu 2016 odcinek ten został wyłączony z planów II linii i oznaczony linią III.

## Stacje

### Lista stacji
| Ozn.    | Nazwa                                 | Data otwarcia                       | Dzielnica          | Perony (liczba × szer.) | Tory odstawcze | Punkt Obsługi Pasażerów ZTM | Parking Park&Ride | Strefa Kiss&Ride | Stacja Veturilo | Przesiadki                   |
| ------- | ------------------------------------- | ----------------------------------- | ------------------ | ----------------------- | -------------- | --------------------------- | ----------------- | ---------------- | --------------- | ---------------------------- |
| STP2    | STP Karolin                           | planowana w 2026                    | Bemowo             |                         |                |                             |                   |                  |                 |                              |
| C1      | Karolin                               | planowana w 2026                    | Bemowo             |                         | plan.          |                             | plan.             |                  |                 | autobus                      |
| C2      | Chrzanów                              | planowana w 2026                    | Bemowo             |                         |                |                             |                   |                  |                 | autobus                      |
| C3      | Lazurowa                              | planowana w 2026                    | Bemowo             |                         |                |                             | plan.             |                  |                 | autobus, tramwaj             |
| C4      | Bemowo                                | 30 czerwca 2022                     | Bemowo             |                         | Tak            | Tak                         | Nie               | Tak              | Tak             | autobus, tramwaj             |
| C5      | Ulrychów                              | 30 czerwca 2022                     | Wola               |                         | Nie            | Nie                         | Nie               | Nie              | Tak             | autobus                      |
| C6      | Księcia Janusza                       | 4 kwietnia 2020                     | Wola               |                         | Tak            | Tak                         | Nie               | Tak              | Tak             | autobus                      |
| C7      | Młynów                                | 4 kwietnia 2020                     | Wola               |                         | Nie            | Nie                         | Nie               | Tak              | Tak             | autobus, pociąg              |
| C8      | Płocka                                | 4 kwietnia 2020                     | Wola               |                         | Nie            | Nie                         | Nie               | Nie              | Tak             | autobus, tramwaj             |
| C9      | Rondo Daszyńskiego                    | 8 marca 2015                        | Wola               | 1 × 11 m                | Tak            | Nie                         | Nie               | Nie              | Tak             | autobus, tramwaj             |
| C10     | Rondo ONZ                             | 8 marca 2015                        | Wola / Śródmieście | 1 × 12 m                | Nie            | Tak                         | Nie               | Nie              | Tak             | autobus, tramwaj             |
| C11     | Świętokrzyska                         | 8 marca 2015                        | Śródmieście        | 1 × 12 m                | Nie            | Nie                         | Nie               | Nie              | Tak             | autobus, tramwaj, metro (M1) |
| C12     | Nowy Świat-Uniwersytet                | 8 marca 2015                        | Śródmieście        | 1 × 10,5 m              | Nie            | Nie                         | Nie               | Nie              | Tak             | autobus                      |
| C13     | Centrum Nauki Kopernik                | 8 marca 2015                        | Śródmieście        | 1 × 11 m                | Nie            | Nie                         | Nie               | Nie              | Tak             | autobus                      |
| C14     | Stadion Narodowy                      | 8 marca 2015                        | Praga-Północ       | 1 × 11 m                | Tak            | Nie                         | Nie               | Nie              | Tak             | autobus, tramwaj, pociąg     |
| C15     | Dworzec Wileński                      | 8 marca 2015                        | Praga-Północ       | 1 × 11 m                | Tak            | Tak                         | Nie               | Tak              | Tak             | autobus, tramwaj, pociąg     |
| C16     | Szwedzka                              | 15 września 2019                    | Praga-Północ       |                         | Nie            | Nie                         | Nie               | Nie              | Tak             | autobus                      |
| C17     | Targówek Mieszkaniowy                 | 15 września 2019                    | Targówek           |                         | Nie            | Nie                         | Nie               | Tak              | Tak             | autobus                      |
| C18     | Trocka                                | 15 września 2019                    | Targówek           |                         | Tak            | Tak                         | Nie               | Tak              | Tak             | autobus                      |
| C19     | Zacisze                               | 28 września 2022                    | Targówek           |                         | Nie            | Nie                         | Nie               | Nie              | Tak             | autobus                      |
| C20     | Kondratowicza                         | 28 września 2022                    | Targówek           |                         | Nie            | Tak                         | 107               | Tak              | Tak             | autobus                      |
| C21     | Bródno                                | 28 września 2022                    | Targówek           |                         | Tak            | Nie                         | plan.             | Tak              | Tak             | autobus, tramwaj             |
| [ 153 ] | [ 37 ] [ 73 ] [ 154 ] [ 155 ] [ 156 ] | [ 157 ] [ 60 ] [ 2 ] [ 74 ] [ 119 ] |                    | [ 158 ]                 | [ 159 ] [ 37 ] | [ 160 ] [ 161 ]             | [ 162 ]           | [ 163 ]          | [ 164 ]         | [ 165 ]                      |

### Galeria

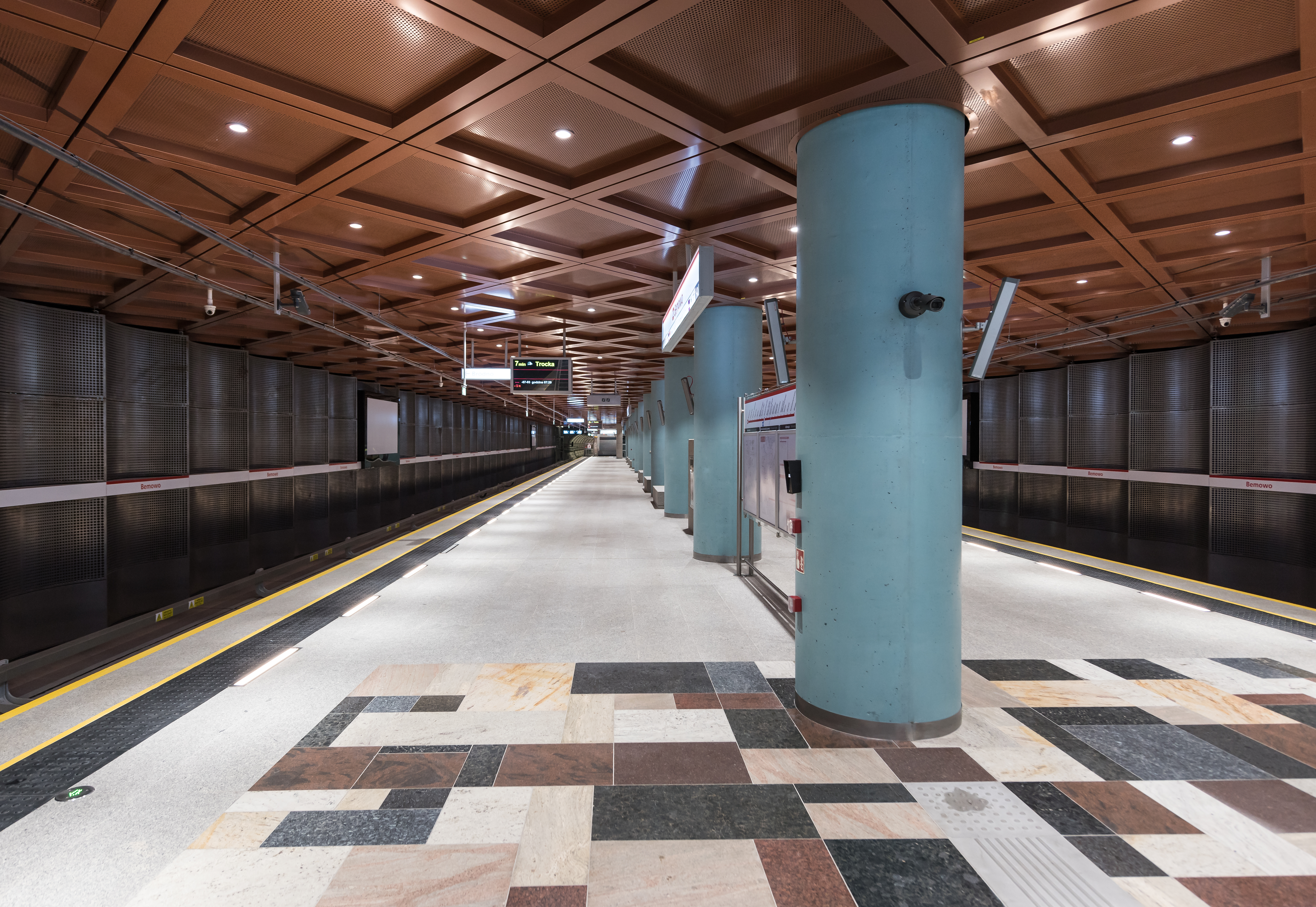
Bemowo
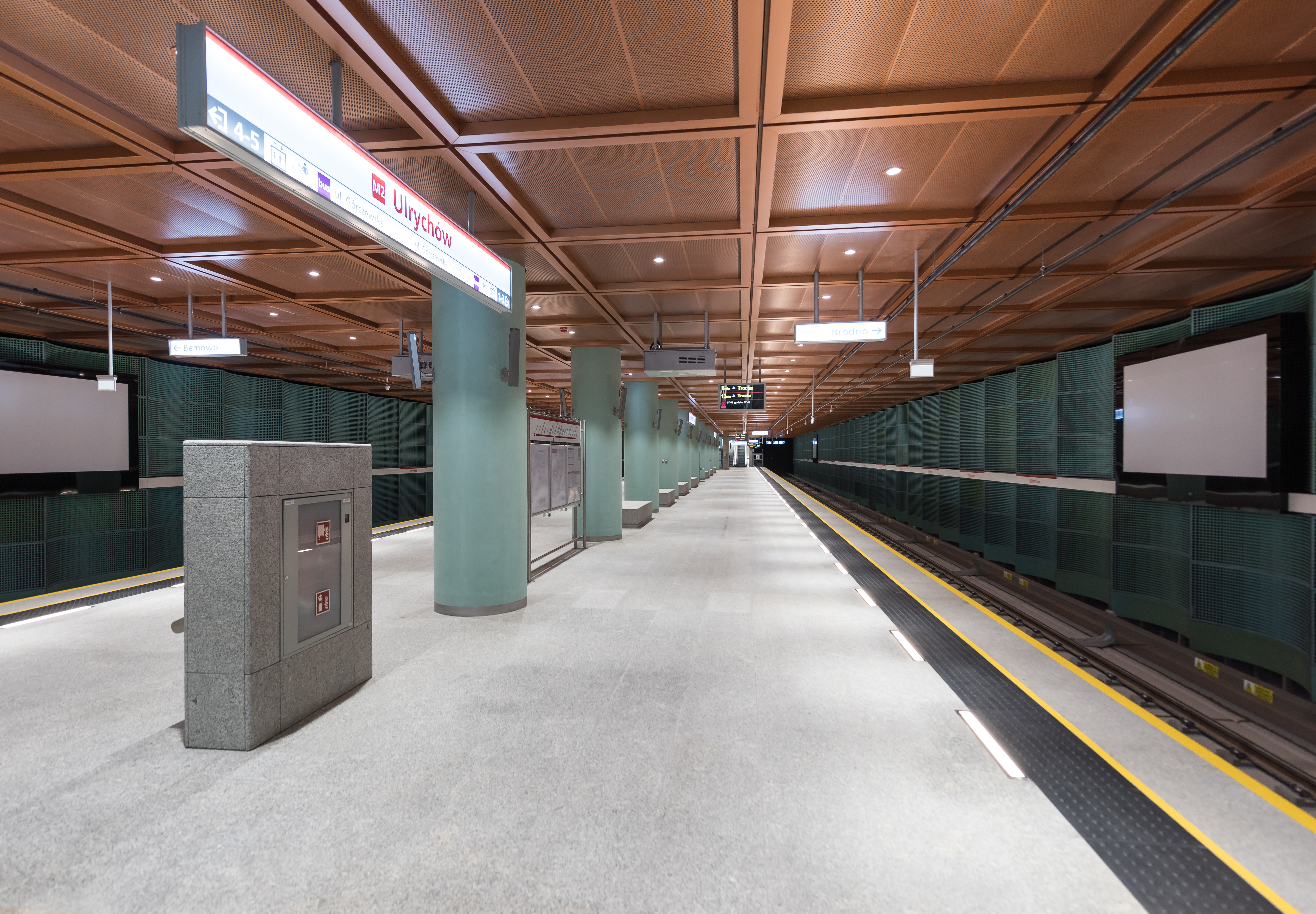
Ulrychów
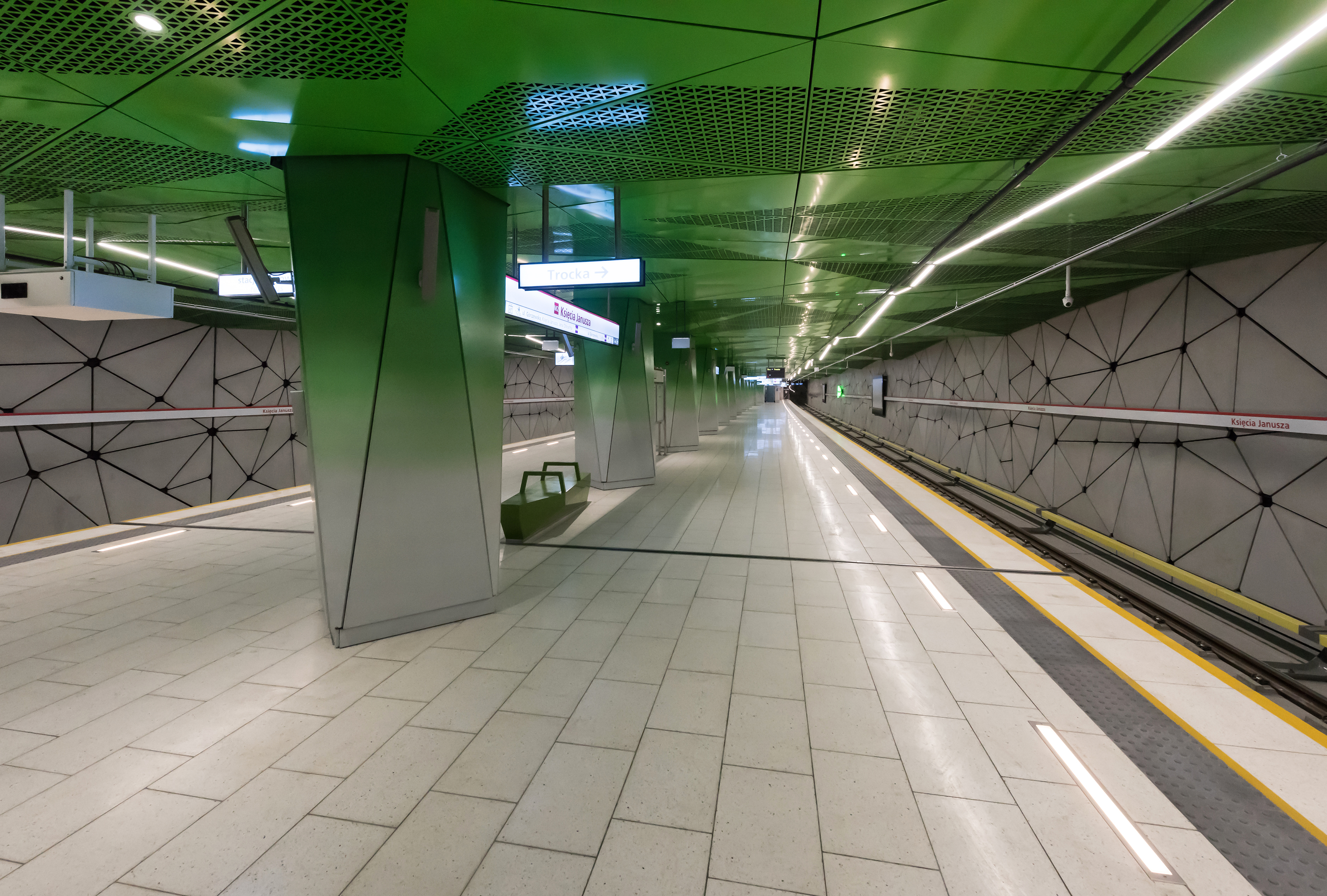
Księcia Janusza
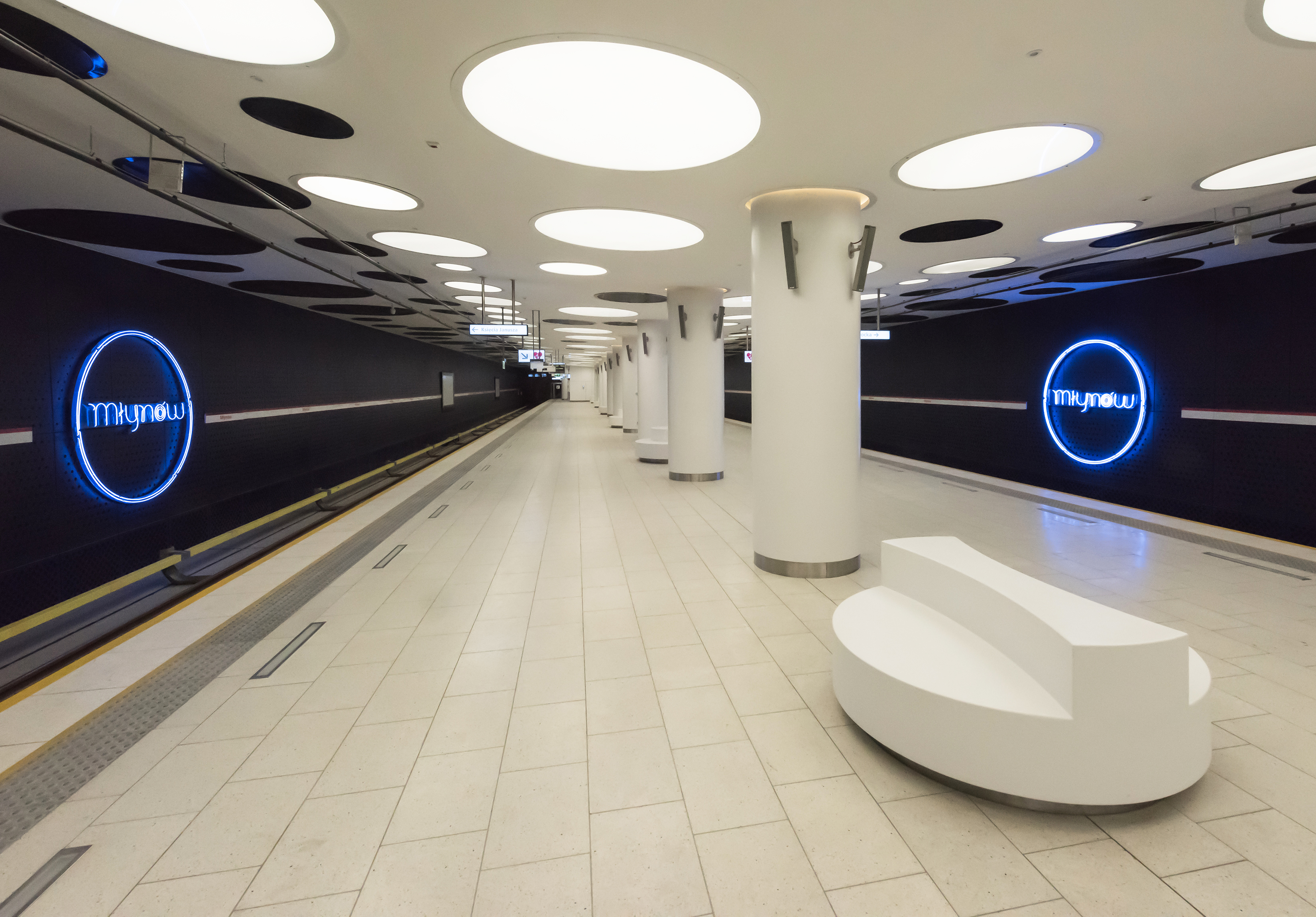
Młynów
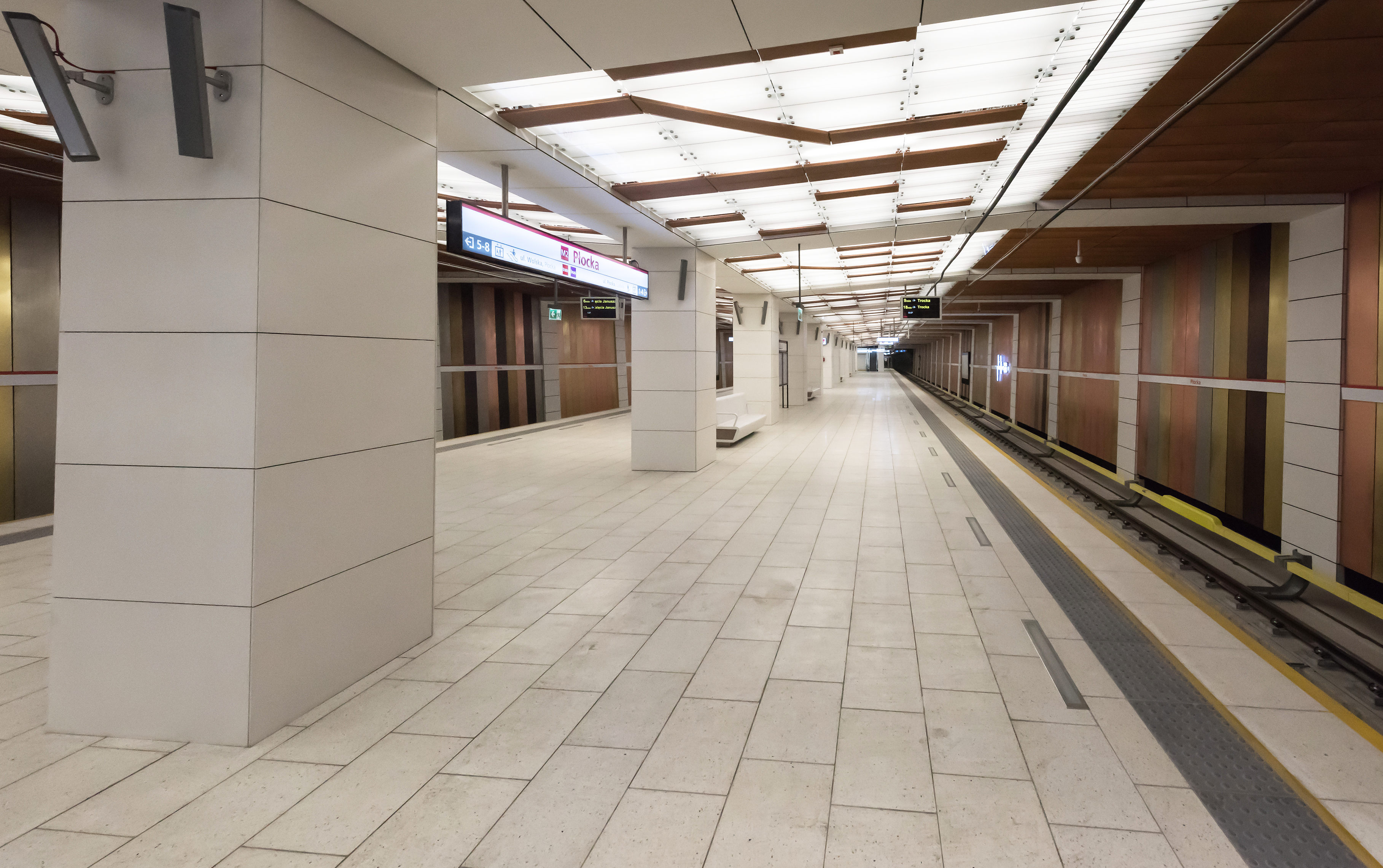
Płocka
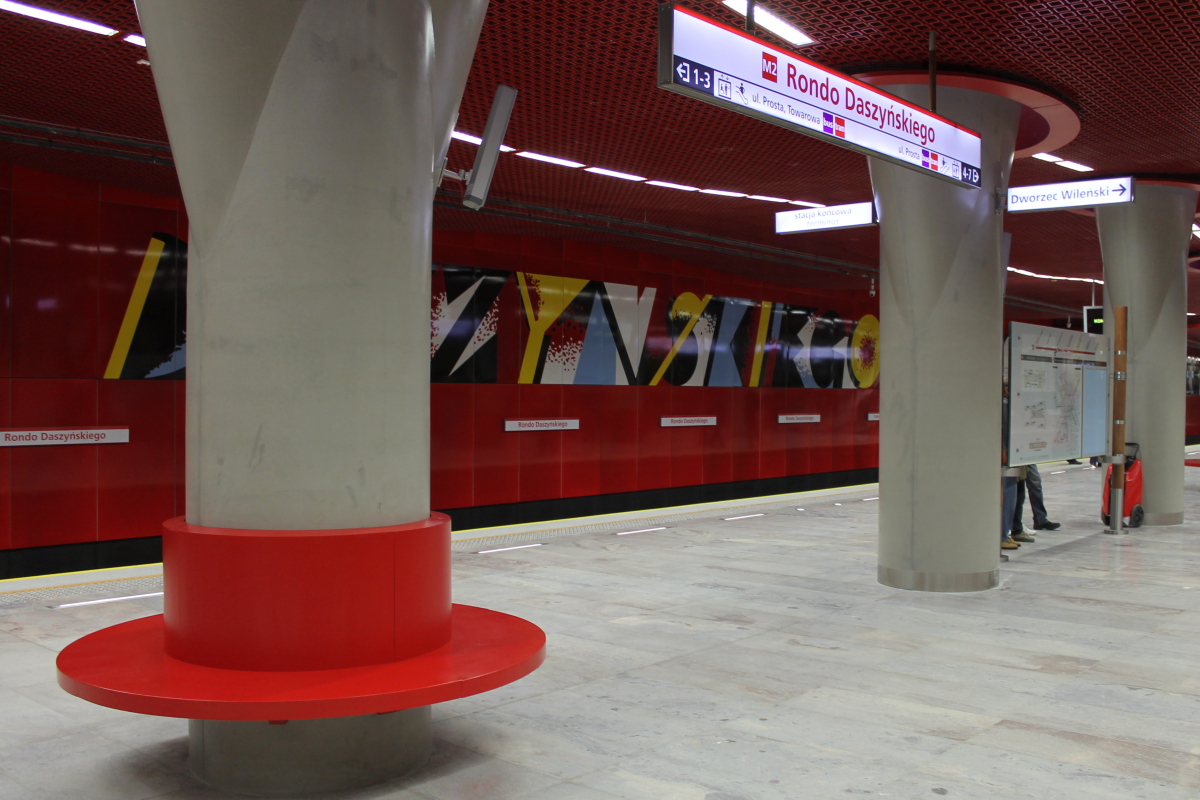
Rondo Daszyńskiego
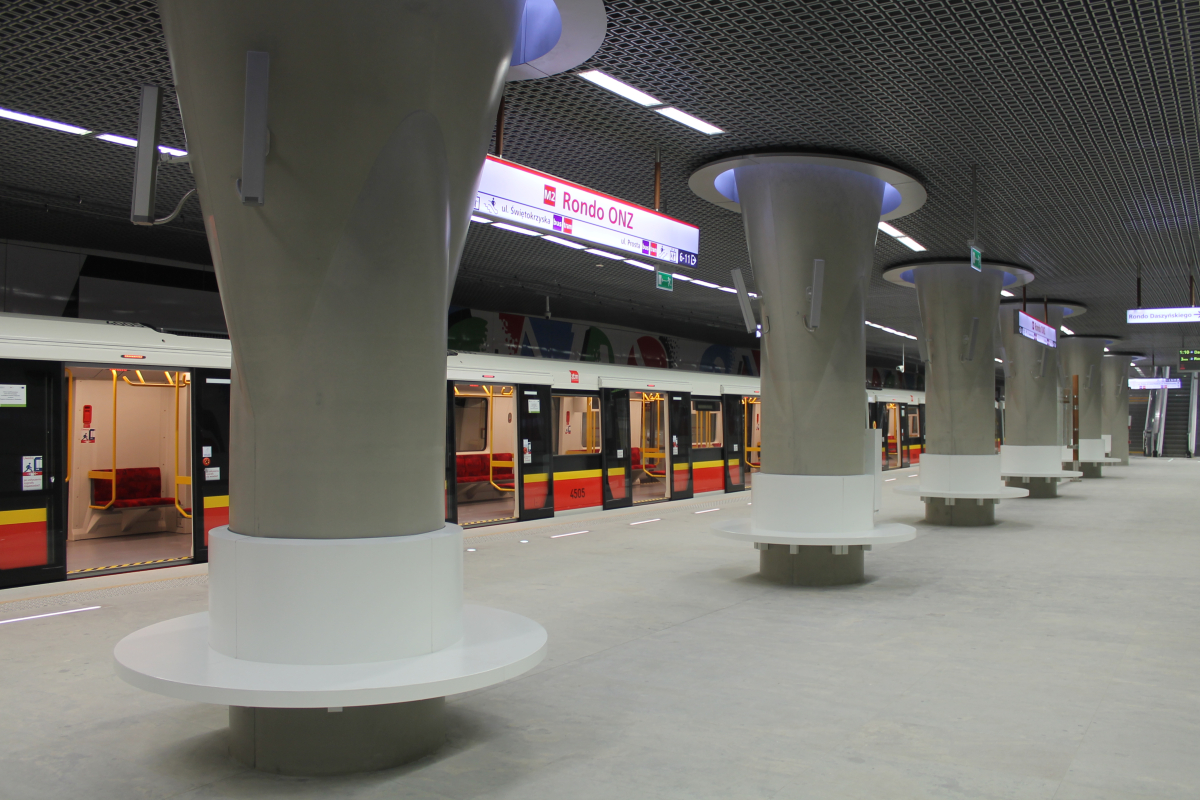
Rondo ONZ
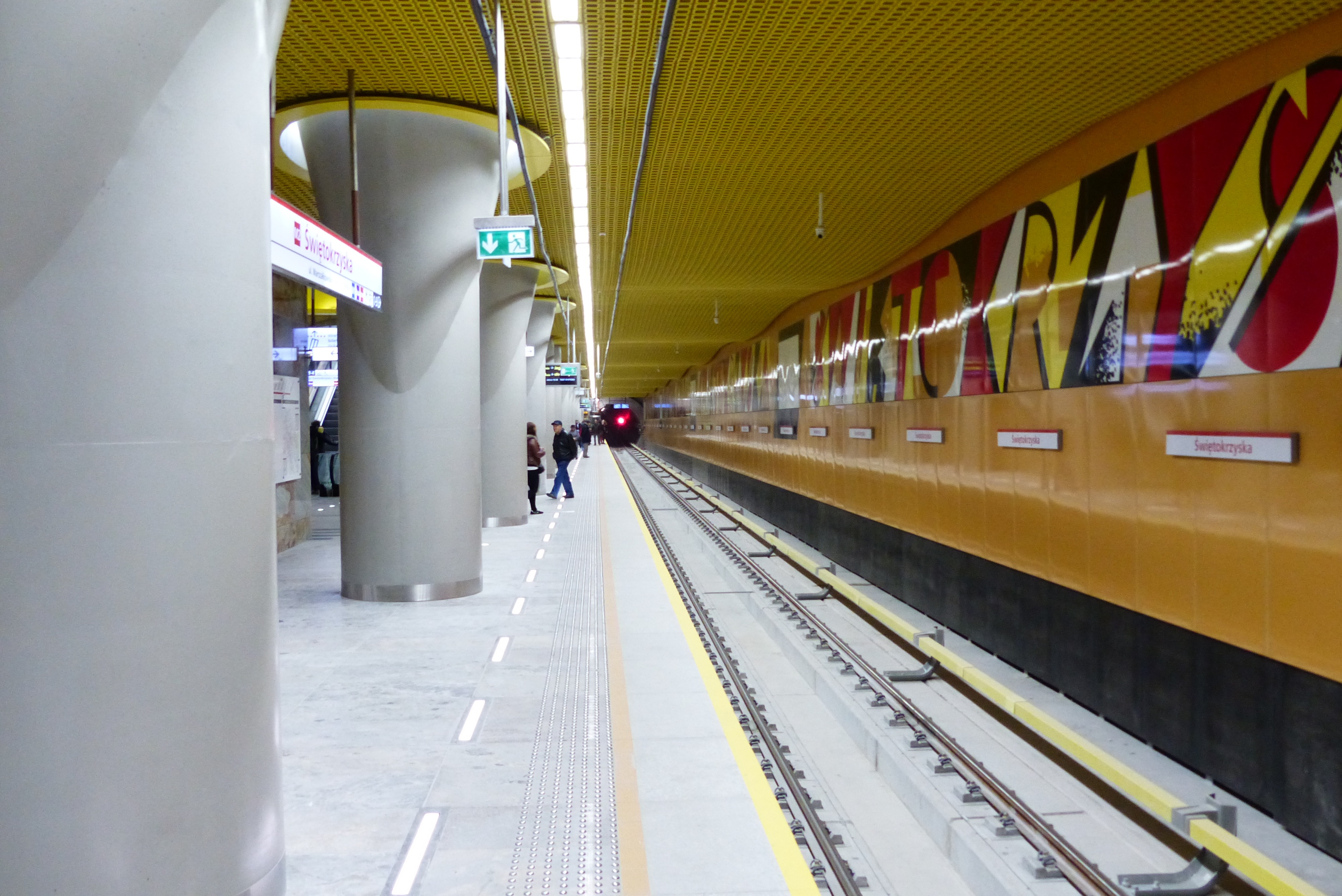
Świętokrzyska
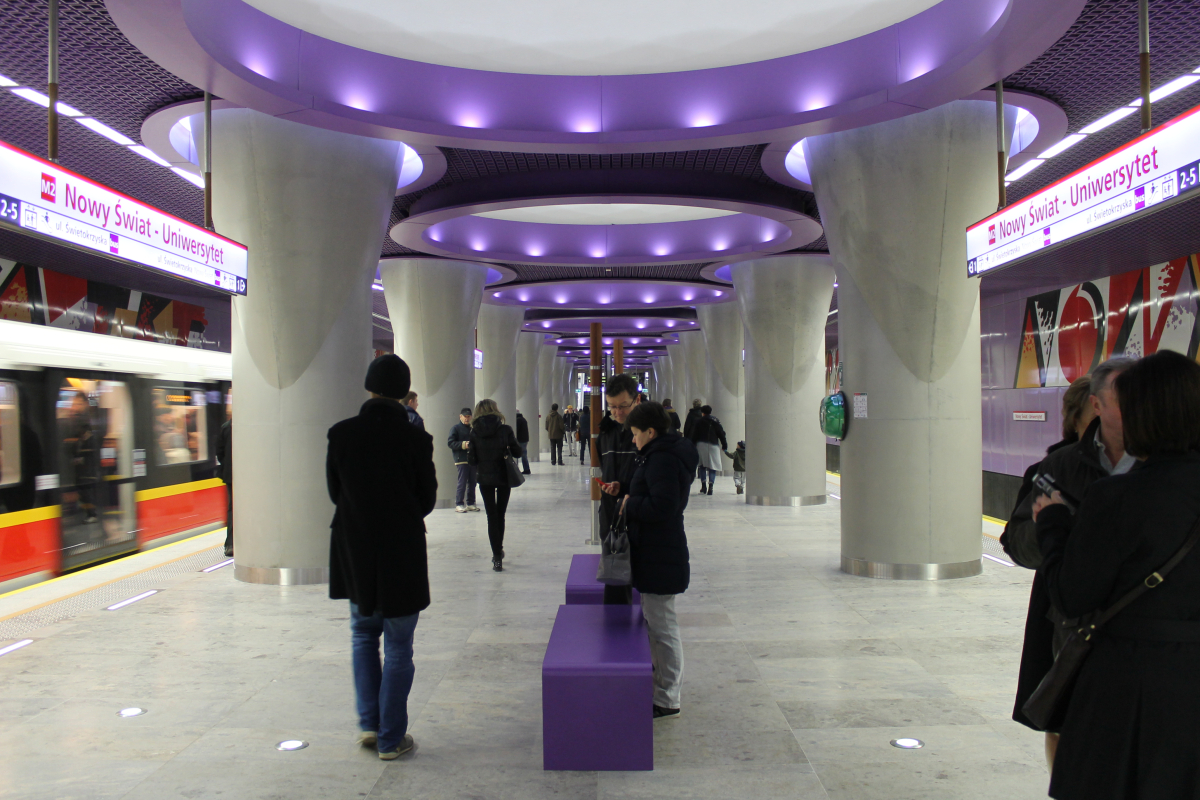
Nowy Świat-Uniwersytet
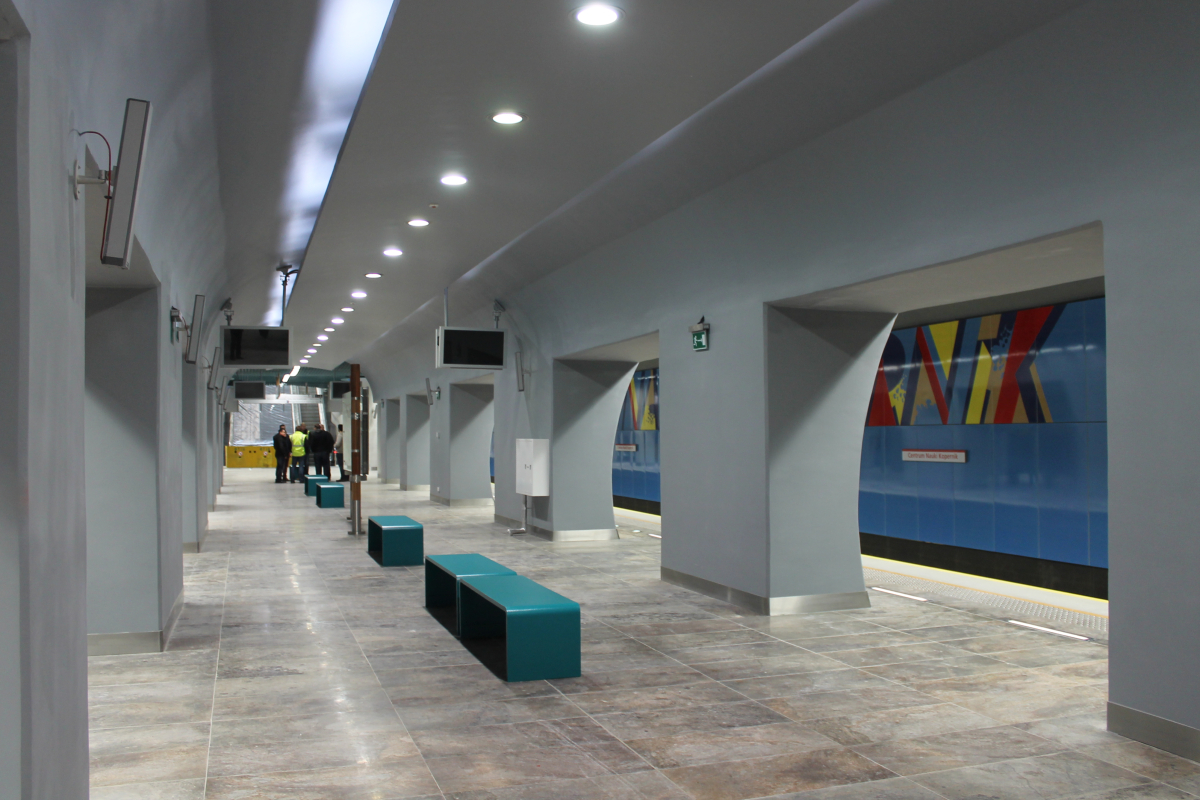
Centrum Nauki Kopernik
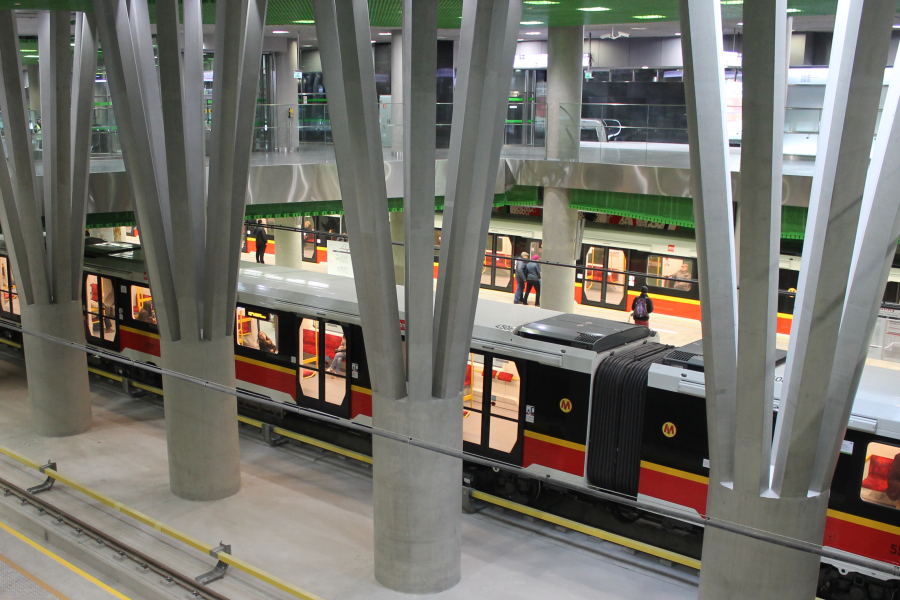
Stadion Narodowy
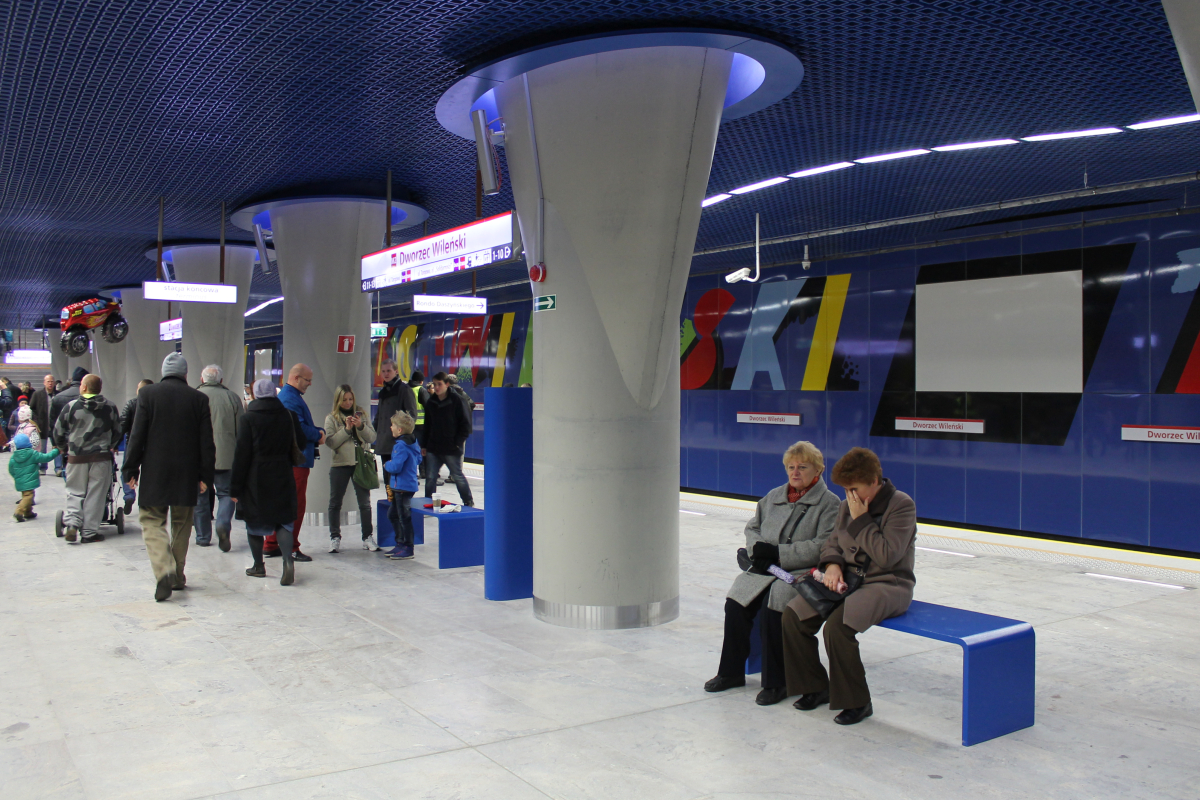
Dworzec Wileński
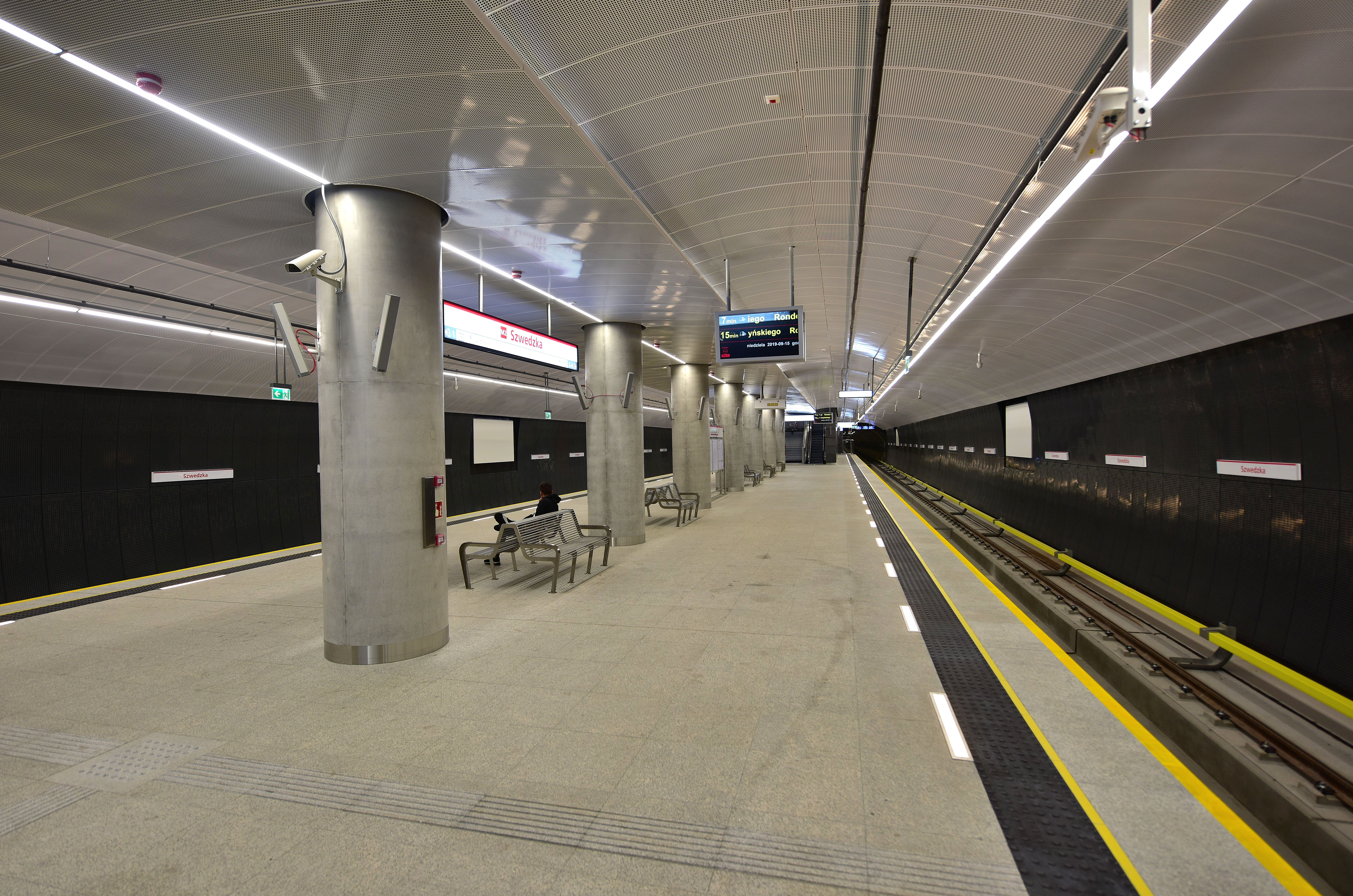
Szwedzka
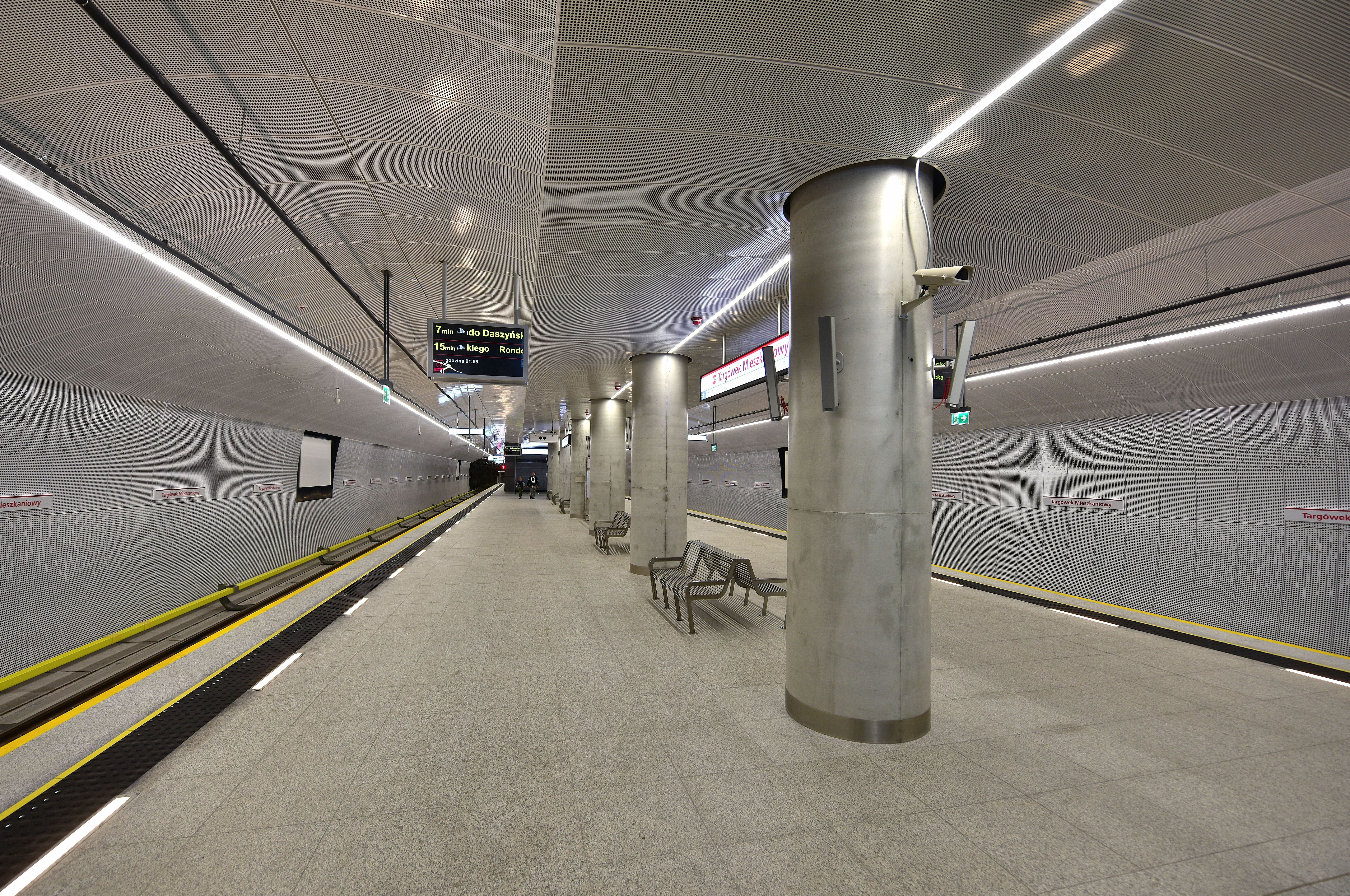
Targówek Mieszkaniowy
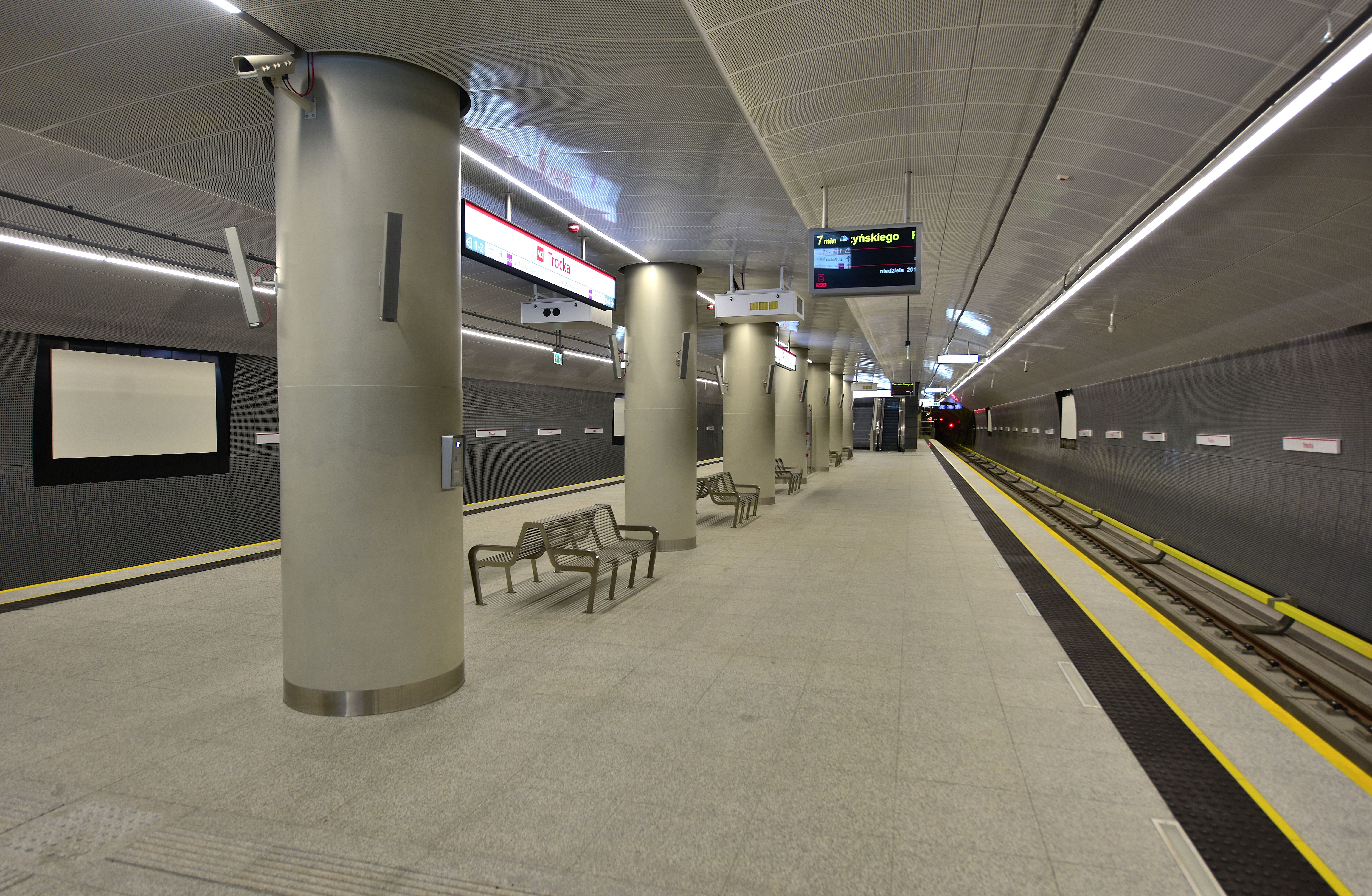
Trocka
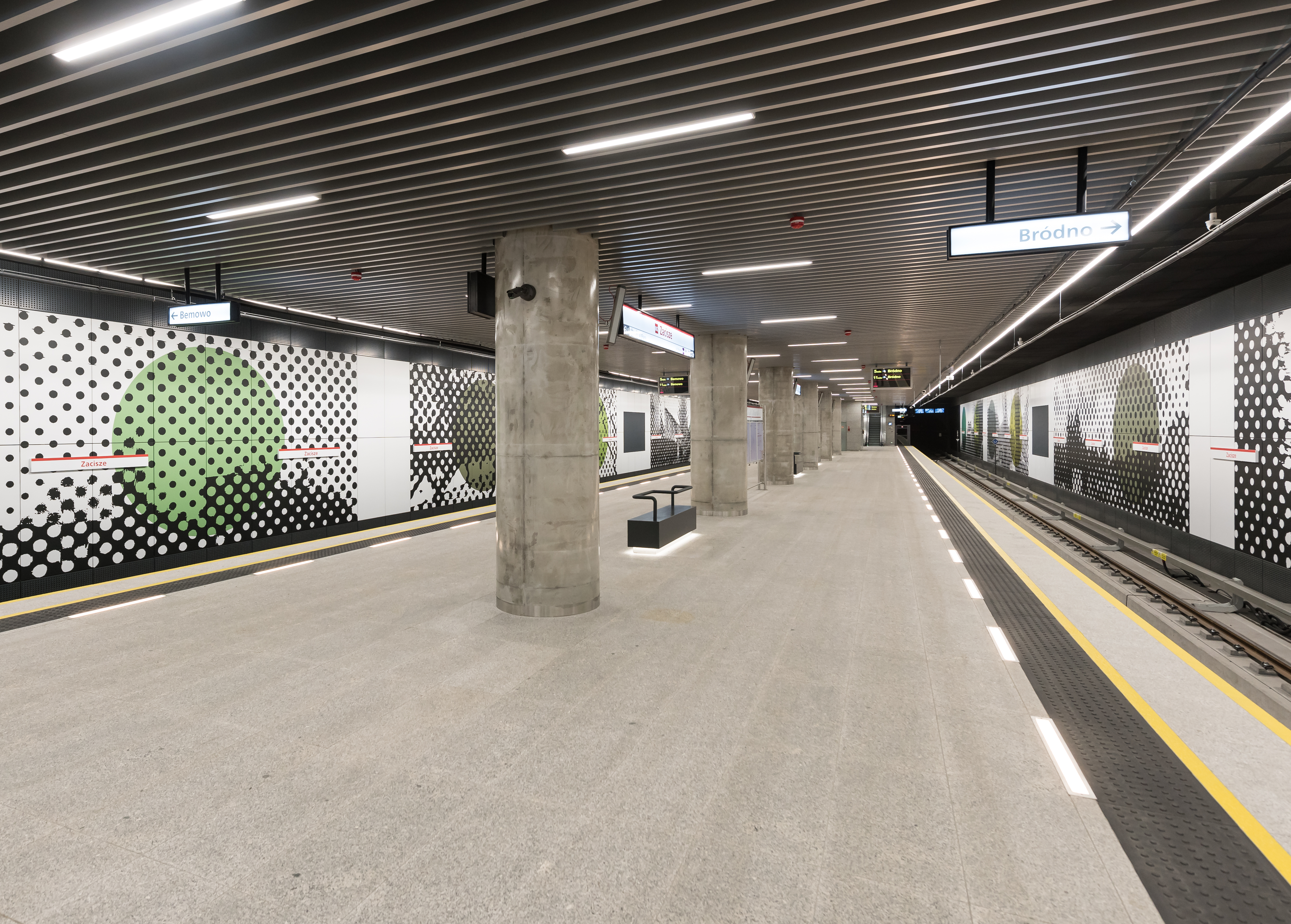
Zacisze
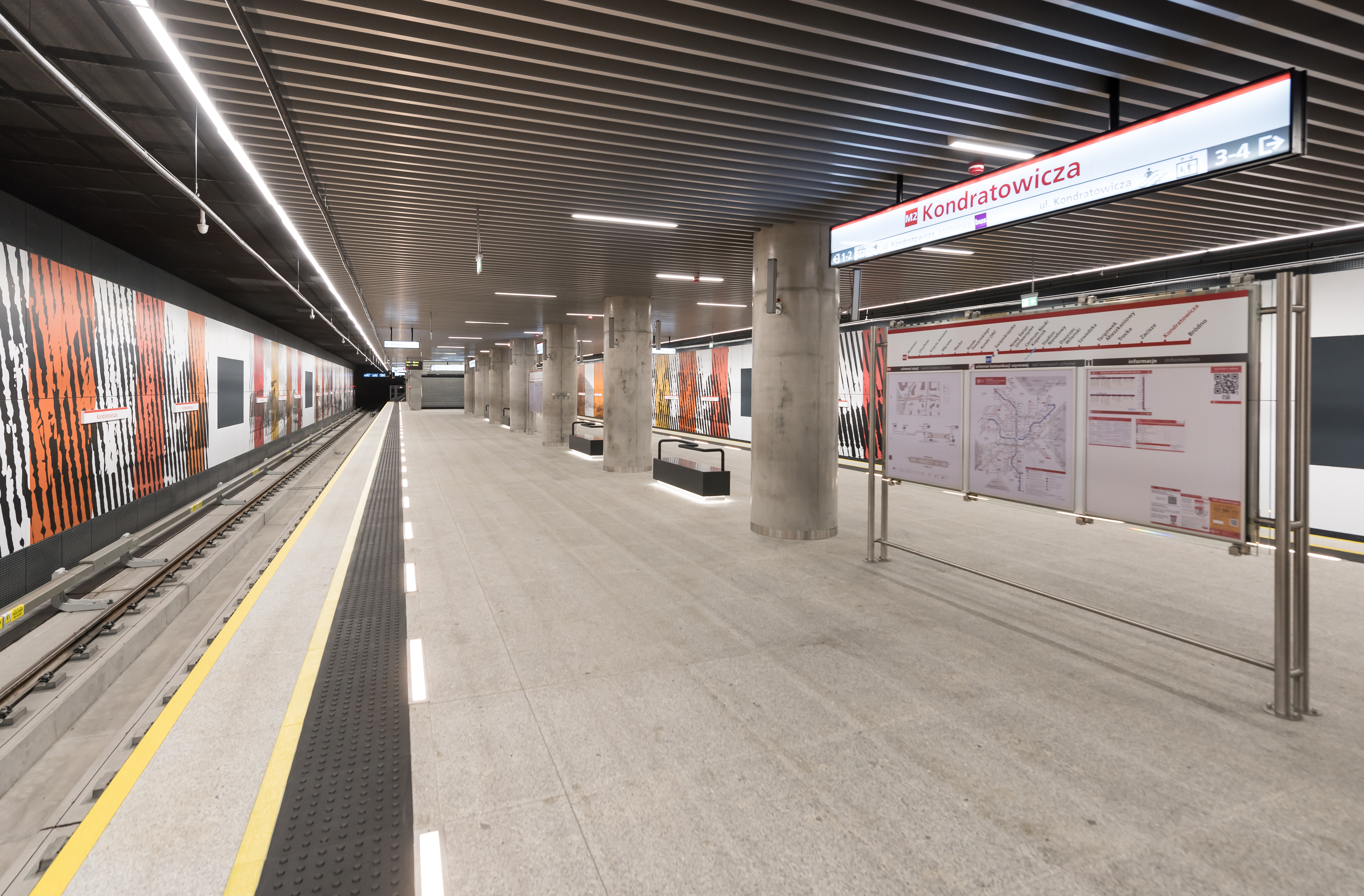
Kondratowicza
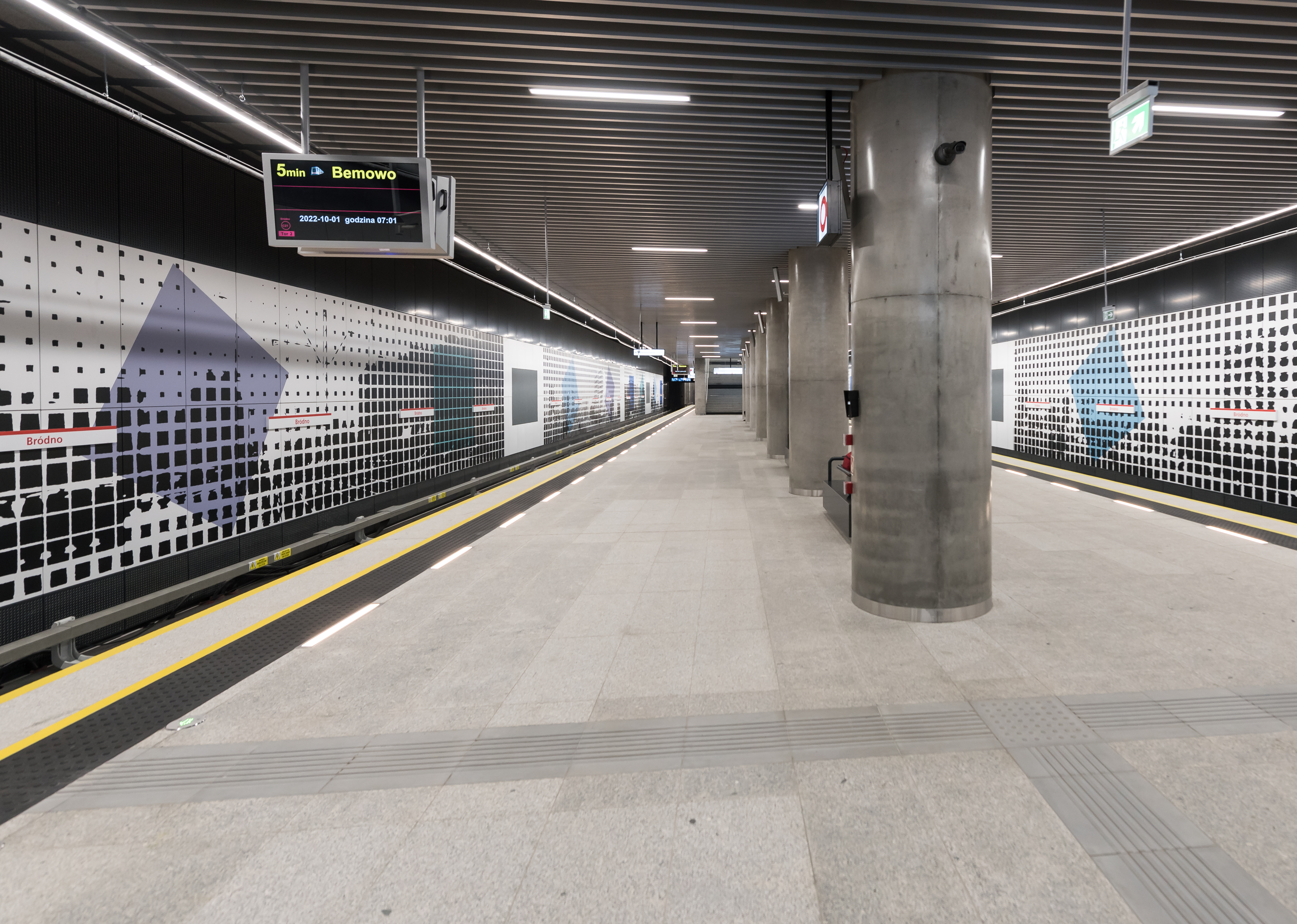
Bródno

## Eksploatacja

### Tabor

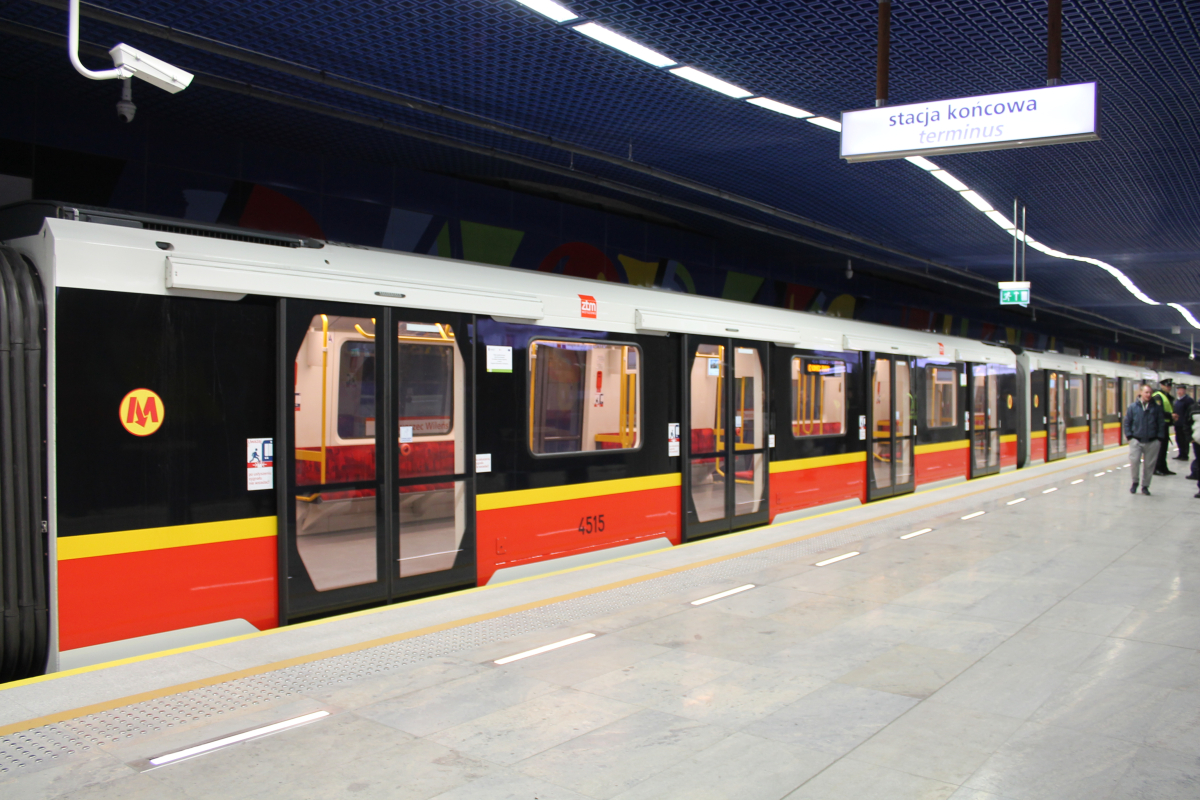
Siemens Inspiro na stacji Dworzec Wileński

Linia jest obsługiwana pociągami Siemens Inspiro oraz Škoda Varsovia. Dostosowane do obsługi linii są również składy Alstom Metropolis.

### Przewóz pasażerów
8 marca 2015, w dniu uruchomienia linii M2, przejazdy nią były bezpłatne i liczbę pasażerów, którzy w ciągu tego niepełnego dnia eksploatacji skorzystali ze wszystkich stacji razem, oszacowano na około 233 tys. W kolejnych dniach użytkowania dokonano pomiarów na każdej ze stacji z osobna i według danych z liczników bramek biletowych wynika, że z linii w dzień roboczy korzysta około 110–130 tys. pasażerów, a w weekendy – około 60–70 tys. osób dziennie.
Na początku czerwca 2015, po niespełna trzech miesiącach eksploatacji linii, ZTM Warszawa poinformował, że linią przejechało ponad 7,6 mln pasażerów. Liczba przewożonych osób w dni robocze kształtowała się na poziomie 100 tys. Najwięcej podróżnych, bo prawie 130 tys., do tego czasu skorzystało z linii 27 maja, kiedy to na Stadionie Narodowym odbył się mecz finałowy Ligi Europy.
Do 21 grudnia 2015 z linii skorzystało 27 958 168 pasażerów. Dzienne przewozy na całej linii kształtowały się wówczas na poziomie 100 tys. podróżnych.
W ciągu pierwszego roku eksploatacji linii skorzystało z niej 35 mln pasażerów.
13 grudnia 2016 z linii skorzystała rekordowa liczba blisko 170 tys. pasażerów.

### Popularność stacji
| C9    | Rondo Daszyńskiego     | 18 059  | 17 268  | 16 292  | 16 360  | 15 189  | 7 479  | 7 484  | 14 980  |
| C10   | Rondo ONZ              | 13 256  | 11 826  | 11 334  | 11 555  | 11 350  | 5 846  | 4 379  | 10 340  |
| C11   | Świętokrzyska          | 24 150  | 32 897  | 29 151  | 27 467  | 25 826  | 19 308 | 15 161 | 22 580  |
| C12   | Nowy Świat-Uniwersytet | 14 672  | 15 935  | 14 611  | 15 128  | 14 413  | 8 711  | 7 824  | 13 023  |
| C13   | Centrum Nauki Kopernik | 7 826   | 8 209   | 6 558   | 6 321   | 5 787   | 5 859  | 5 409  | 15 394  |
| C14   | Stadion Narodowy       | 12 222  | 12 781  | 11 174  | 11 034  | 10 222  | 6 977  | 6 664  | 9 970   |
| C15   | Dworzec Wileński       | 30 061  | 31 628  | 30 083  | 29 676  | 28 272  | 17 001 | 15 176 | 27 182  |
| Razem | Razem                  | 120 246 | 130 544 | 119 203 | 117 541 | 111 059 | 71 181 | 62 097 | 113 469 |

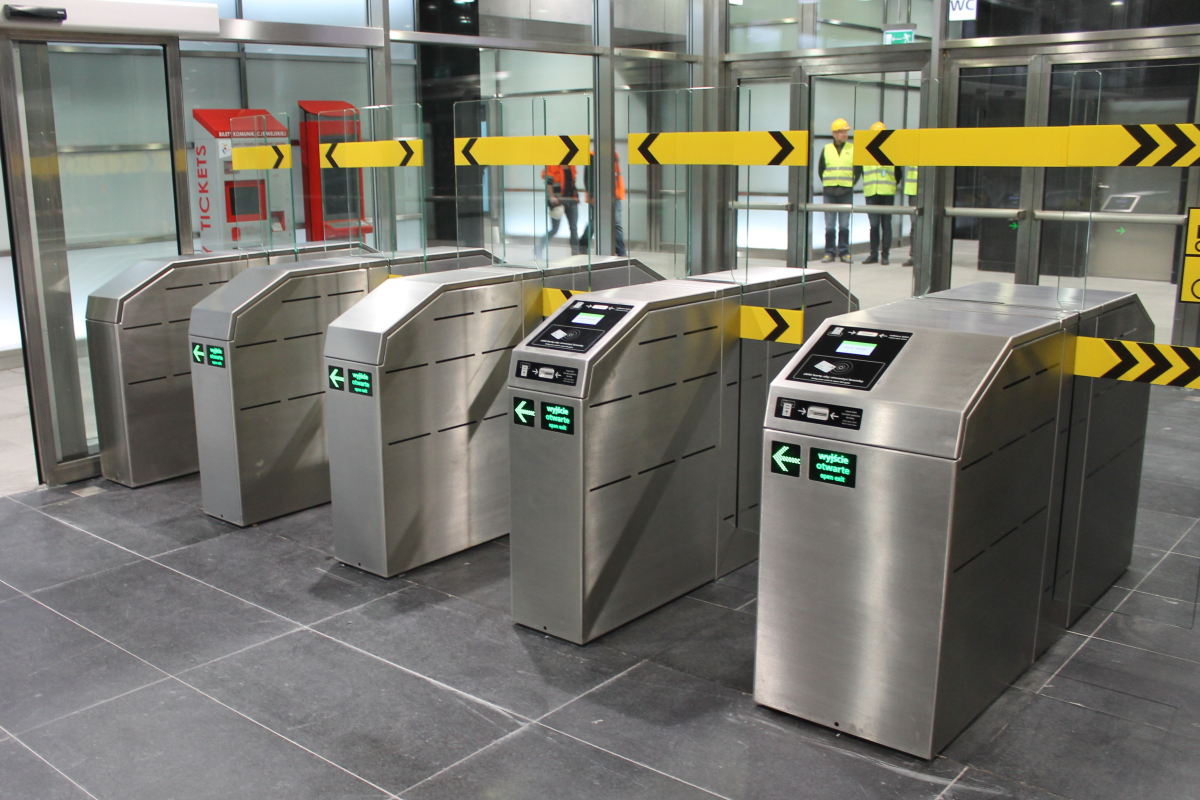
Bramki biletowe na stacji Rondo Daszyńskiego

W pierwszych dniach eksploatacji linii najpopularniejszą stacją była praska stacja końcowa Dworzec Wileński, drugą była stacja przesiadkowa Świętokrzyska, a trzecią najczęściej używaną była wolska stacja końcowa Rondo Daszyńskiego. Najrzadziej wybieranym przystankiem była stacja Centrum Nauki Kopernik.
Po niespełna trzech miesiącach eksploatacji najpopularniejszą stacją pozostawała stacja Dworzec Wileński, na drugim i trzecim miejscu na zmianę były przystanki Rondo Daszyńskiego i Świętokrzyska, a na czwartej pozycji plasowała się stacja Nowy Świat-Uniwersytet. Liczba podróżnych przesiadających się na stacji Świętokrzyska zazwyczaj kształtuje się na poziomie 33–36 tys. osób.
Pod koniec grudnia 2015 najpopularniejszymi stacjami były stacje Dworzec Wileński, Rondo Daszyńskiego i Nowy Świat-Uniwersytet. Na stacji Świętokrzyska przesiadało się wówczas około 49 tys. osób dziennie.

## Dane techniczne
- Długość linii: 19 km[172]
- Liczba stacji: 18

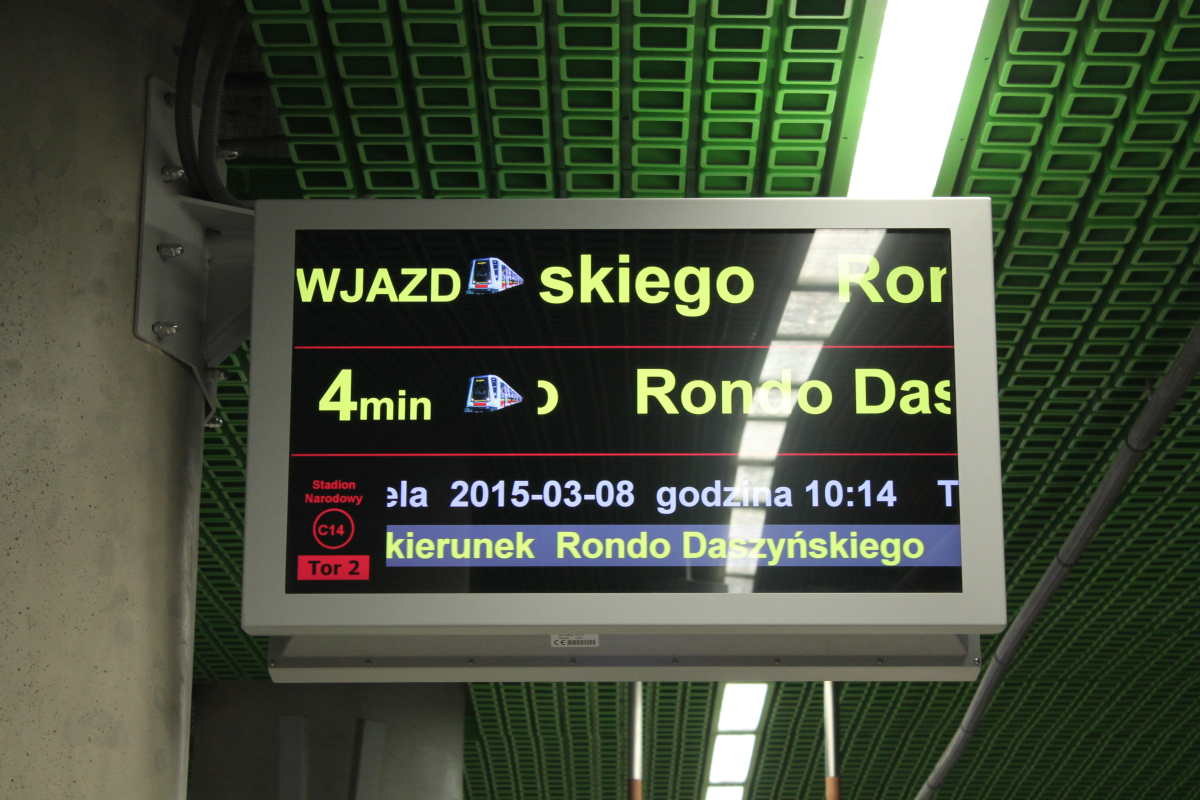
Monitor informacyjny na stacji Stadion Narodowy

- Zagłębienie peronu poniżej poziomu terenu: od 13 do 23 m[2]
- Rozstaw szyn: 1435 mm[173]
- Maksymalne nachylenie: 3,814%, tor południowy na odcinku Nowy Świat-Uniwersytet – Centrum Nauki Kopernik[172]
- System zasilania: trzecia szyna, 750 V DC[173]
- Częstotliwość kursowania: około 2min 50 sek[2]
- Prędkość maksymalna pociągów wynikająca z zastosowanego systemu sterowania ruchem: 80 km/h[174]
- Prędkość maksymalna osiągana przez pociągi: 60 km/h[174]
- Czas przejazdu: 33 minuty[175][2]

## Inne informacje
- W wydanej w 2015 postapokaliptycznej powieści Stacja: Nowy Świat Bartka Biedrzyckiego część akcji rozgrywa się w tunelach i na stacjach linii M2[176].